# Henri Mordacq
Pour les articles homonymes, voir Mordacq.
 (octobre 2020).
Jean Jules Henri Mordacq, né le 12 janvier 1868 à Clermont-Ferrand et mort le 12 avril 1943 à Paris, est un militaire français, général de division durant la Première Guerre mondiale.
Jeune officier de Zouaves en Afrique puis officier de Légion en Indochine, il s'illustre au cours de la Première Guerre mondiale en tant que colonel, chef de corps du 159e régiment d'Infanterie, puis commandant de la 88e brigade d'infanterie, de la 90e brigade d'infanterie, et enfin de la 24e division d'Infanterie.
Le président du Conseil et ministre de la Guerre Georges Clemenceau le nomme chef de son cabinet militaire le jour de son arrivée au pouvoir fin 1917. Il occupe ces fonctions de novembre 1917 à janvier 1920.
Le Dictionnaire Clemenceau (2018) indique : « Il n'est pas excessif d'affirmer que la victoire fut possible parce que, dans l'ombre de Clemenceau, inlassable, anticipant tout, parant à tout, "toujours donnant en plein collier, railleur et défiant" (dixit Clemenceau) se trouvait un Mordacq, oublié des généraux vainqueurs. » 
Avant de quitter l'armée pour se consacrer à la vie politique et citoyenne, il commande le 30e corps d'armée pendant cinq années en occupation à Wiesbaden (Rhénanie). Il commandera l'Armée du Rhin en remplacement du général Degoutte en 1924. Après l'armée, il se fait notamment le défenseur de la politique menée par le Tigre, le promoteur des réformes militaires, mais aussi l'avocat de la fermeté gouvernementale vis-à-vis de l'Allemagne.
Il est considéré comme l'un des « théoriciens économistes» de l'École Métropolitaine au côté du lieutenant-colonel Serrigny, et préconise une analyse politique, géo-économique et industrielle des nouveaux conflits à venir.
Visionnaire, il anticipe avant le début de la Grande Guerre sa longue durée , l'incapacité des plans offensifs français, les carences techniques et logistiques ou encore les lacunes en instruction tactique et stratégique des officiers ainsi que le risque d'une nouvelle guerre si les clauses du Traité de Versailles devaient ne pas être respectées.
Champion d'escrime militaire de France en 1906, et vice-champion international en 1907, il est le fondateur de la Société Militaire d'Escrime Pratique en 1904 qui vise à soutenir cette discipline au sein des armées. Il est à l'initiative des premières unités cyclistes de l'armée française, est l'un des artisans de la refonte de la Légion étrangère, et participe à la création du Centre des Hautes Études Militaires.
Il meurt violemment en avril 1943 dans des circonstances troubles. Le Deutsches Nachrichtenbüro annonce son suicide, tandis que des journaux et radios de la Résistance indiquent qu'il a été assassiné par la Gestapo. Il est honoré à l'occasion du centenaire de la Grande Guerre. Le général Mordacq a écrit plus d’une trentaine de livres, rendant compte de son action et de ses observations au service de la Nation.

## Biographie

### De 1868 à 1887
Jean Jules Henri Mordacq est né à Clermont-Ferrand le 12 janvier 1868. La famille Mordacq est originaire du Pas-de-Calais où elle est installée depuis le milieu du XVIIe siècle.
Son père, Charles-Jean-Baptiste Mordacq (1824-1900), officier de la Légion d'honneur, s'est engagé comme simple soldat à dix-huit ans et finit sa carrière avec le grade de chef de bataillon, à la tête d'un bataillon lors de la guerre franco-prussienne de 1870. En cinq ans, il effectue trois séjours en Afrique. Il est décoré par le Pape, Officier des Zouaves pontificaux, à l'issue de la campagne italienne de 1868. Il participe à la Guerre de 1870 en tant que capitaine puis chef de bataillon.
En 1857, il se marie avec Henriette-Emma Murat à Clermont-Ferrand, où Henri et son frère Charles sont baptisés. En 1879, Henri Mordacq est élève à Coulommiers où son père est en garnison. Il arrive à Paris en 1887 pour poursuivre ses études au Lycée Saint-Louis.

### De 1887 à 1906

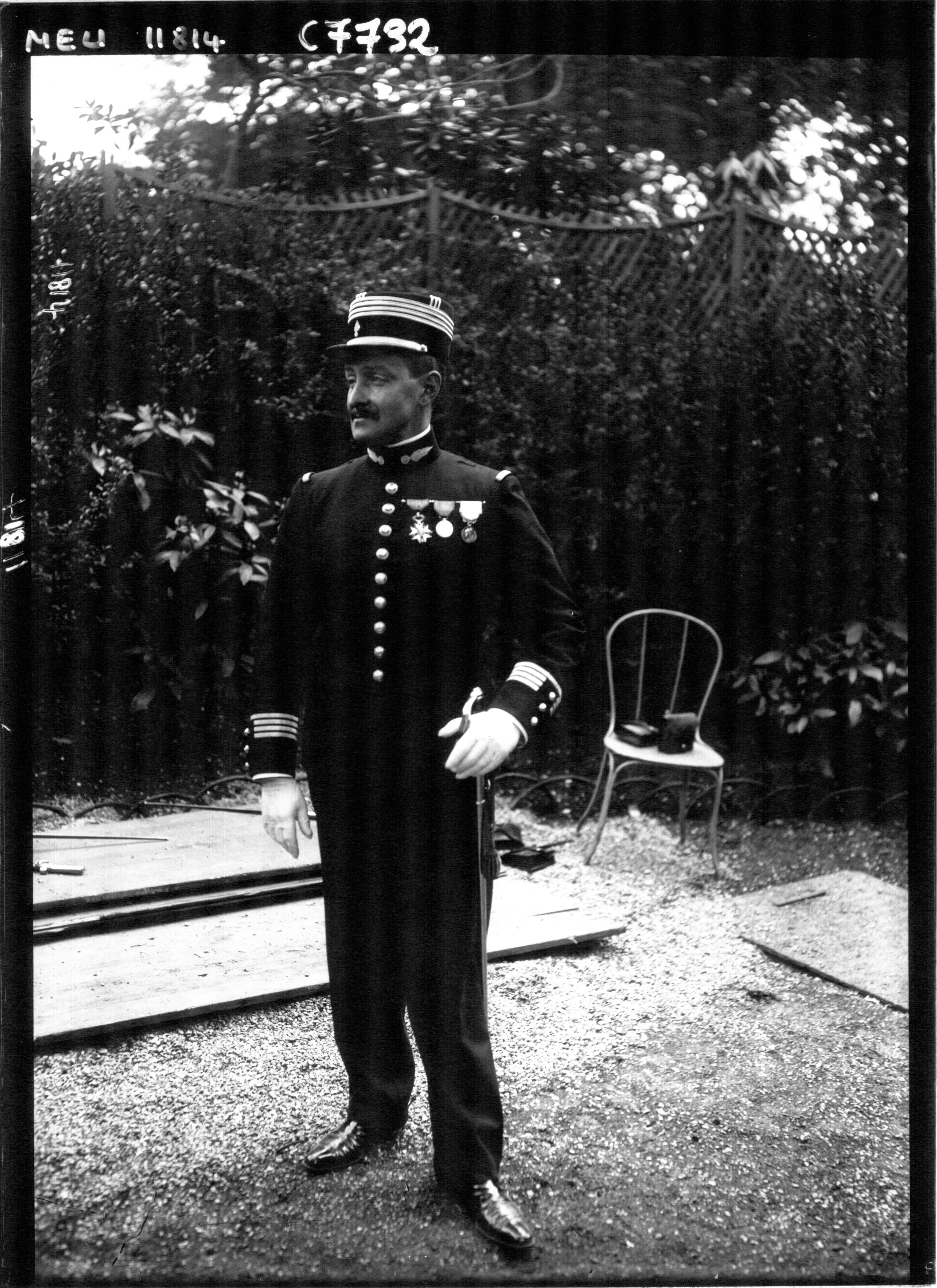
Le chef de bataillon Mordacq au Championnat militaire d'escrime des Officiers de France en 1911.

Il intègre Saint-Cyr au sein de la promotion « Tombouctou», en 1887 d’où il sort 47e sur 446 en 1889.
Sous-lieutenant à sa sortie d'école, il choisit le 2e régiment de zouaves stationné dans le Sud-oranais en novembre 1889.
Il est promu le 15 décembre 1891 au grade de lieutenant et rejoint alors la Légion Étrangère, où il intègre les compagnies montées, unités d'élite qui sillonnent les confins algéro-marocains. Il se classe 24e sur 90 à l'École régionale de Tir en 1892. Le 15 juin 1893, le lieutenant Mordacq part en Indochine, au Tonkin, avec son unité, le 1er Régiment Etranger d'Infanterie.
Le 1er novembre 1893, il mène sa section au combat contre les pirates à Ban-Khan et de Na-Luong. Il reçoit à cette occasion sa première citation à l'ordre du corps expéditionnaire : « Brillante conduite et bravoure pendant les combats de Luong-Mong et Ban-Khan ».
Le lieutenant Mordacq participe à la colonne de Phia-Mah du 1er au 20 décembre 1894 et reçoit une deuxième citation le 13 février 1895, à l'ordre des troupes d'Indochine du général Duchemin: « Chargé des travaux topographiques pendant les opérations contre Phia-ma, s'est acquitté de cette mission avec intelligence et dévouement. »
Lors de la campagne des Colonnes du Nord, de décembre 1895 à avril 1896, qui permet d'éradiquer les dernières poches de résistance et de piraterie à la frontière chinoise, il coordonne l'état-major en tant qu'officier chargé des renseignements, sous les ordres du colonel Vallière, commandant l'opération. « [Le colonel Vallière] est bien secondé par un petit officier de renseignements de choix, le lieutenant Mordacq, dont la jeunesse, l'allant et le travail me vont tout à fait », écrit le lieutenant-colonel Lyautey en février 1896. Il fut aussi sous le commandement du colonel Gallieni, qui le qualifia de « jeune lieutenant d'une intelligence peu commune. »
Il repart ensuite en Algérie dans la Légion en août 1896 et est promu capitaine par décret du 30 décembre 1896. Il doit quitter l'Afrique et son régiment pour rejoindre le 103e régiment d'infanterie à Arras en février 1897, après huit années d'opérations en Algérie et en Indochine.
Il intègre l'École de guerre le 23 novembre 1898 et retrouve les capitaines Loyzeau de Grandmaison, Mangin et Lacapelle. Parmi les professeurs qui enseignent ces deux années, le lieutenant-colonel Ruffey, le lieutenant-colonel Lanrezac, le chef d'escadron Foch, le chef d'escadron Fayolle et le commandant de Maud'huy, tous commandants d'armée au cours de la Grande Guerre.

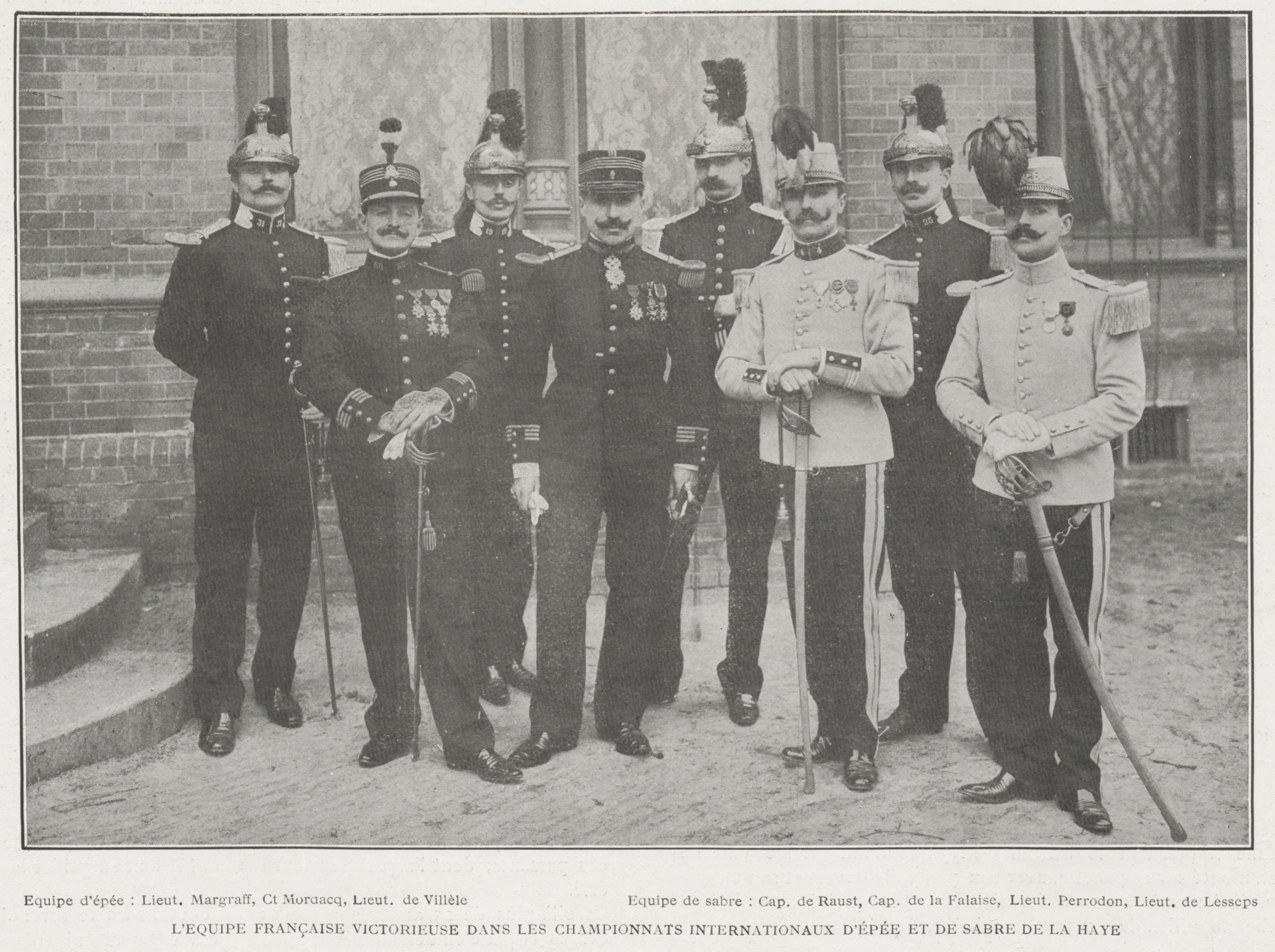
Le commandant Mordacq entouré de l'équipe française qui remporta le premier prix au Championnat International militaire d'escrime à La Haye en 1907.

Le 4 novembre 1899, il épouse à Paris Jeanne Laurent (1879-1955), fille unique de Edmond Laurent (1853-1923), ingénieur-constructeur chez Moisant, qui devient Moisant-Laurent en 1887 et puis la Société Moisant-Laurent-Savey, premier concurrent des Ateliers Eiffel dans les constructions métalliques. Edmond Laurent devient associé de l'entreprise en 1884, puis président du Conseil d'Administration de Moisant-Laurent-Savey à partir de 1906. Il est fait chevalier de la légion d'honneur pour son travail durant l'Exposition de 1889, puis officier pour sa conception du Grand-Palais lors de l'Exposition de 1900.
En 1900, Mordacq sort de l’École de guerre 60e sur 80 avec la mention Bien; il est nommé capitaine d'État-major au 1er corps d'armée à Lille le 28 novembre.
Il reçoit le 14 mai 1902 une lettre de félicitation du ministre de la guerre le général André pour son ouvrage La Question du Maroc au point de vue militaire et commence à se faire connaître pour ses écrits, notamment La Pacification du Haut-Tonkin (1901), ou L'Armée Nouvelle, ce qu'elle pense, ce qu'elle veut (1905) que Jean Jaurès trouvera "utile et attachant" et dont il s'inspirera pour écrire son Armée Nouvelle de 1910 où il lui répondra,
Dans cet essai écrit sous pseudonyme, l'ancien officier légionnaire explique que « le monde et surtout la vieille Europe sont travaillés par un mouvement social des plus puissants » que l'armée doit s'y intéresser « étant donné le rôle d'éducateur que l'on exige d'elle actuellement.... Il ne faut pas se le dissimuler, c'est seulement en se mêlant à ce mouvement social, surtout en y participant, qu'elle arrivera à endiguer le torrent qui, laissé à lui-même, pourrait fort bien compromettre l'existence de l'armée. »
En juillet 1902, il est rattaché à l'état-major de la 10e division d'infanterie du général Burnez. Il devient Chevalier de la Légion d'honneur le 13 octobre 1903.
Il fonde la Société militaire d'escrime pratique en mai 1904 avec le soutien de son général divisionnaire ; à ce titre, il dirigera de nombreuses commissions d'organisation de championnats militaires d'escrimes ,. Il remporte le 12 mai 1906 le championnat individuel des officiers de France lors du Gala d'escrime aux Tuileries.
Le 27 septembre 1906, il est promu chef de bataillon, à l'époque étant un des plus jeunes commandants de l'Armée française. Il participe à une mission de reconnaissance et de renseignement en Allemagne cette année-là.

### De 1906 à 1914

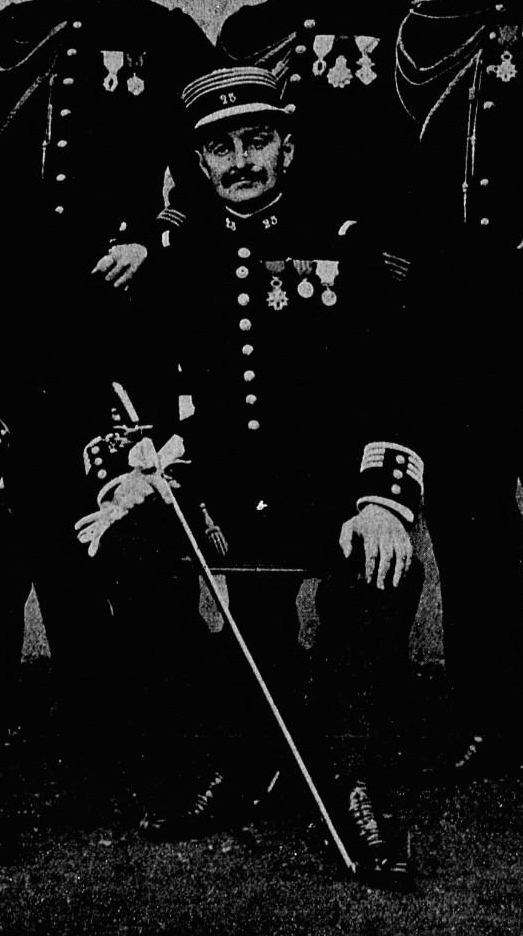
Le commandant Mordacq en mai 1908 à la tête de la Commission d'organisation des championnats militaires d'escrime (Couverture d'Armée et Marine)

Le 20 octobre 1906, Clemenceau, tout juste nommé président du Conseil désigne le général Picquart pour commander la 10e division, et le commandant Mordacq devient son chef d'état-major. Lorsque Picquart devient ministre de la Guerre quelques mois plus tard, Mordacq est propulsé aux sommets des sphères militaires et politiques de Paris. Il aura pour mission d'aller porter cette nomination au général Picquart, qui écoutait un opéra de Siegfried Wagner à Vienne pour le convaincre d'accepter ce poste auprès du « tombeur de ministères ».
Le commandant Mordacq remporte le championnat d'épée du Tournoi militaire international de La Haye aux Pays-Bas, premier en équipe et deuxième en individuel,.
Il devient commandant du 25e bataillon de chasseurs à pied à Saint-Mihiel en septembre 1907.
En octobre 1908, Mordacq facilite la nomination du général Foch à la tête de l'École de guerre par l'intermédiaire de Clemenceau et du général Picquart. Dans son livre Le Tigre, Jean Martet retranscrit un échange avec Clemenceau à ce propos, dans les années 1920 : 
«  Jean Martet : Je voudrais vous voir simplement supprimer une longue note qui est tout entière de Mordacq et où Mordacq raconte que c'est à lui que Foch doit d'avoir été nommé directeur de l'École de Guerre.
M. Clemenceau : C'est pourtant la vérité.
Jean Martet : Sans aucun doute...
M. Clemenceau : Et c'est une chose intéressante. 
Jean Martet : Je vous l'accorde. Mais il ne faut pas que dans votre livre il y ait plus de Mordacq que de Clemenceau. Mordacq lui-même serait de mon avis. Il vous a probablement donné cette note dans la pensée que vous l'arrangeriez. Vous la reproduisez telle quelle.
M. Clemenceau : Il n'y a pas à arranger des faits comme ceux-là. C'est dit aussi simplement, aussi clairement que possible.  »
Il soutient la création d'unités cyclistes et obtient que soit formé un bataillon cycliste, qu'il commande aux manœuvres de 1908. Ce bataillon, lors des exercices, parvient à immobiliser les deux divisions de cavalerie du général Trumeau et prouve ainsi son utilité sur le terrain.
Le commandant et son bataillon remportent le premier prix au Championnat national de Tir au Mans en mai 1909.
Le 5 août 1909, le général Foch obtient l'autorisation du ministre de la guerre, le général Brun, d'entreprendre « à titre d'essai » en l'École de guerre un complément d'un an aux deux premières années d'enseignement. Le programme est validé en septembre 1909, et Mordacq est désigné professeur chargé des études stratégiques. Il dirige également un cycle de conférence portant sur l'étude de la Guerre russo-japonaise.
Il se remémore à ce propos dans Pouvait-on signer l'armistice à Berlin (1930) : 
« Dans notre ardeur et aussi notre naïveté de néophyte, nous n'hésitâmes pas aller jusqu'au bout de la vérité. Un jour à une conférence je déclarai nettement que notre commandement était loin, étant donné les exigences de la guerre future, d'être à la hauteur de sa tâche et que si nos généraux continuaient à ne pas vouloir aborder la stratégie, on serait obligé, au début de la prochaine guerre, d'en relever au moins la moitié de leur commandement. J'étais même resté au-dessous de la vérité. »
Réservé aux quinze premiers diplômés au classement de sortie, cette préfiguration du Centre des hautes études militaires sera appelé « cours des Maréchaux » et accueillera notamment les futurs généraux Billotte, Doumenc, Lagrue, et Tanant entre autres. Trois parties principales constituent ce programme : les bases de la conduite de la guerre, le bilan des forces et des intérêts au point de vue politique géographique financier et militaire ; les théories de la stratégie moderne et de la guerre d’armées ; et la technique de la guerre d’armées.
Les officiers étant cependant estimés trop jeunes pour suivre au mieux ce cours, l'instruction ministérielle du 21 octobre 1910 permet la création du CHEM pour que ce soit désormais des lieutenants-colonels qui aient accès à cette formation.
En janvier 1911 débute alors la première session de ce programme remodelé que Mordacq rejoint en tant qu'auditeur ainsi que 24 autres officiers supérieurs. Il y retrouve le lieutenant-colonel Gouraud qui deviendra son ami. Avec le soutien de Clemenceau en décembre 1919, il proposera une circulaire qui réorganise le CHEM. Elle sera appliquée jusqu'à la démobilisation de 1940.
Le général Foch écrit de lui en janvier 1910 : « Officier supérieur des plus remarquables, très intelligent, très actif, très ardent, très travailleur. Capable de vues d'ensemble et élevées, s'adonnant et réussissant avec facilité dans les hautes études. Avec cela une grande netteté d'idées, et de vues sur le terrain, beaucoup de décision et d'entrain. À faire arriver sans retard. »

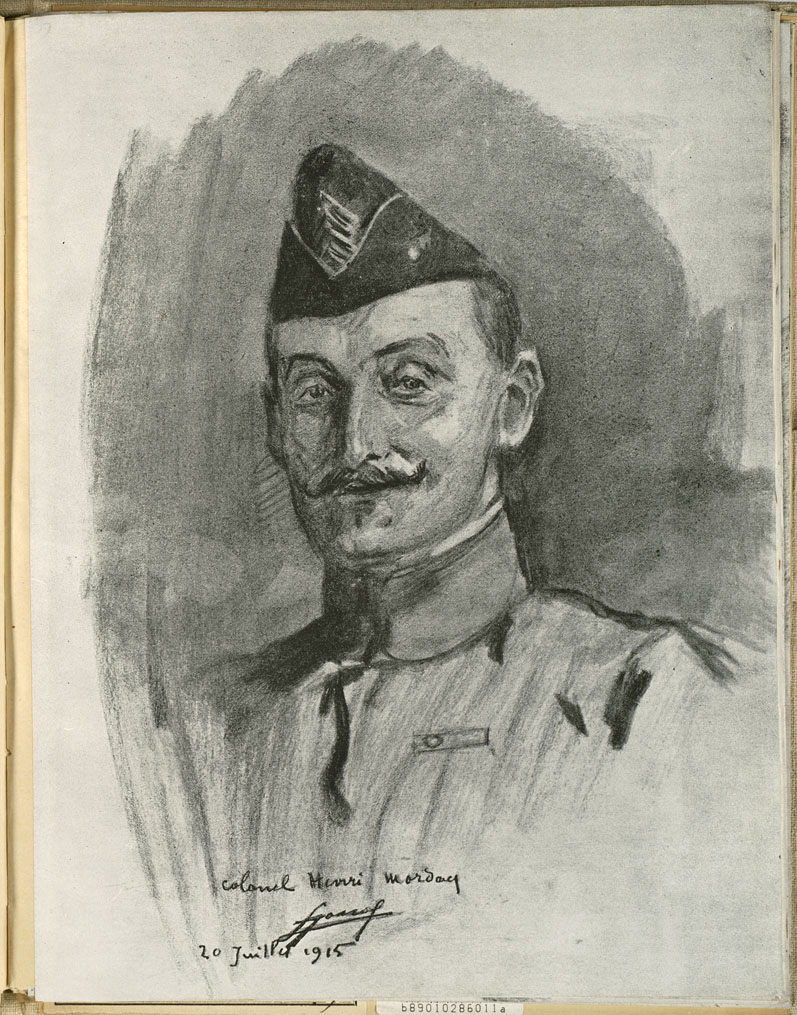
Le colonel Mordacq, esquisse de Jonas (1915)

Le commandant Mordacq entre au ministère de la Guerre au 3e bureau de l'état-major, chargé des opérations et de la préparation tactique et stratégique des Armées. Il se heurte aux conceptions des plans XV et XVI, qu'il juge comme étant trop tactiques et dénués d'enjeux stratégiques suffisants.
Le généralissime Joffre le note en 1911 : « Officier supérieur de valeur, d'une activité et d'un entrain exceptionnels. »
Il quitte à sa demande la section du plan au 3e bureau de l'état-major de l'armée. En désaccord quant aux choix effectués, il soutient que la masse principale des armées allemandes passera sûrement par la Belgique, mais l'état-major par principe ne peut admettre ce postulat.
Il est promu lieutenant-colonel en mai 1912. En juillet, peu après la crise d'Agadir, le ministre de la Guerre Adolphe Messimy et ancien camarade de la promotion Tombouctou le nomme au poste de Commandant-en-second et de Directeur des Études à l'École spéciale militaire de Saint-Cyr.
Il forme les promotions Marie-Louise, Montmirail, et Croix de Drapeaux (parmi lesquels les futurs généraux Magrin-Vernerey, Duval, Guillaume, Noiret, Hogard, Georges Loustaunau-Lacau, le colonel Cazeilles, Henry Bergasse futur résistant et ministre des Anciens Combattants, ou l'écrivain Jean des Vallières), dont la légende dit que certains des jeunes lieutenants chargeaient « en casoar et gants blancs » aux premières heures de la guerre.

### De 1914 à 1916

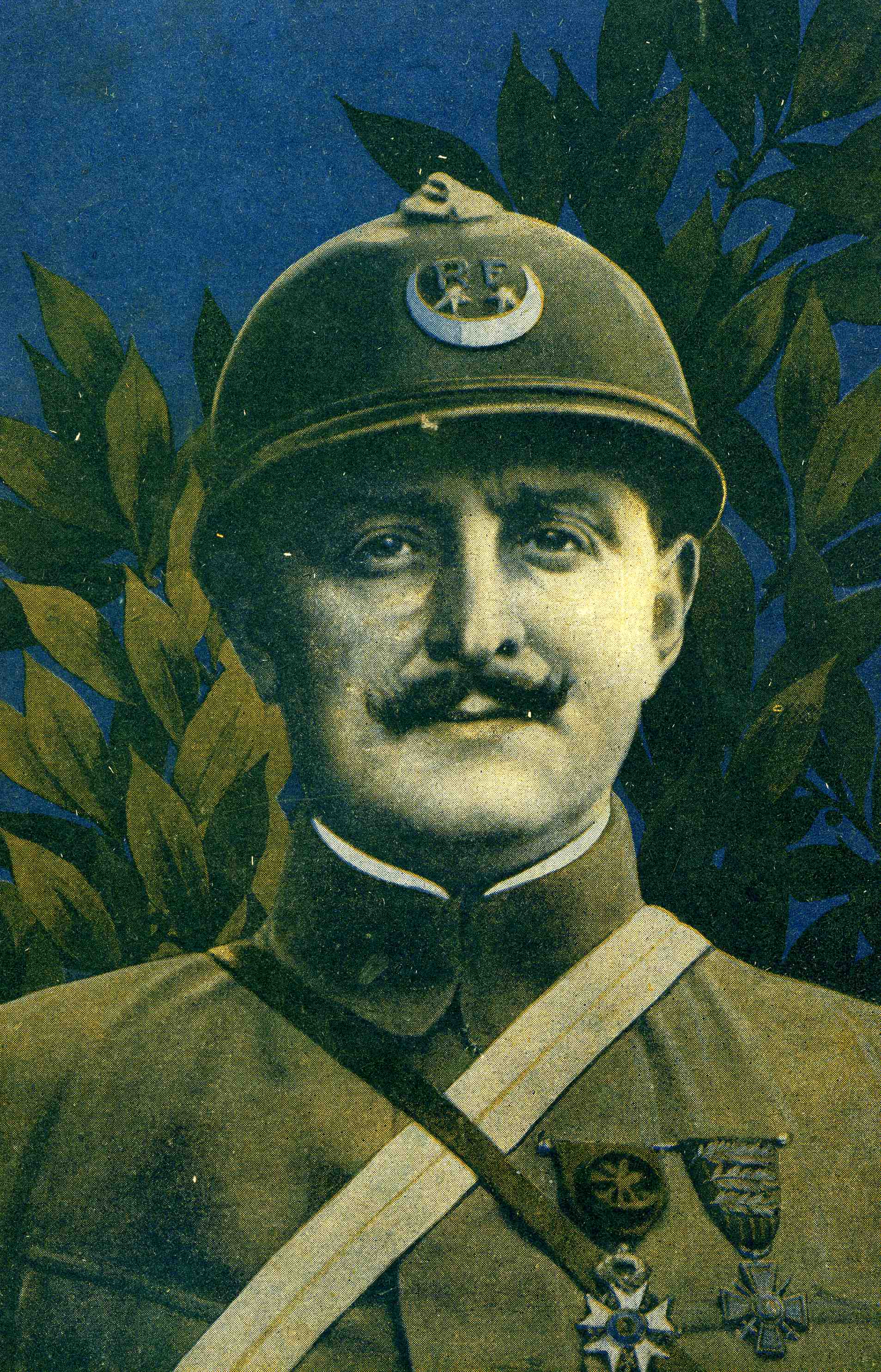
Le général de brigade Mordacq, en couverture du Pays de France (début 1916).

Du 1er au 26 août 1914, Mordacq est chef d'état-major du Ier groupe de divisions de réserve du général Archinard regroupé autour de Luxeuil, Vesoul et Montbéliard, fort de plus de cinquante mille hommes et dont l'objectif est de surveiller la frontière de la Suisse tout en assurant la couverture de la Ire Armée du général Dubail.
À la suite des revers de la bataille de Lorraine, ce groupement est dissous; mais Mordacq souhaite un commandement au front.
Il prend alors la tête du 159e régiment d'infanterie alpine le 25 août 1914, le célèbre Quinze-Neuf, le Régiment des Neiges.
Le 26 août, son régiment repousse de violentes contre-attaques près de Rambervillers. Le 1er septembre, c'est au col de la Chipotte qu'il prend d'assaut les ouvrages allemands de la Haute Sapinière. Du 2 au 4 septembre, le régiment tient les positions au col du Haut du Bois. Il poursuit l'ennemi qui recule vers Raon l'Étape et Neuf-Étangs.
Le régiment alpin combat durement jusqu'au 28 septembre, où il est relevé pour partir défendre Arras, la « clef de la mer » qui sécurise l'accès à la Manche et aux ravitaillements britanniques. La ville se situe au carrefour des voies ferrées et routières reliant la région parisienne et la région industrielle du Nord, et ses collines de Notre Dame de Lorette, de Monchy le preux, de Vimy constituent la base essentielle de toutes les offensives vers les plaines de Douai et de Lille.
Son supérieur est le général Barbot, surnommé le « Bayard de la Grande Guerre » qui commande le 159e précédemment. Le 6 octobre, Mordacq reçoit le commandement de la défense d'Arras. Il conserve le 159e RIA et obtient le commandement du 61e bataillon de chasseurs. Les combats de rue sont alors acharnés pour sauver Arras de l'offensive allemande. Alors que l'état-major de la Xe Armée du général de Maud'huy demande aux troupes alpines d'évacuer la ville, Mordacq, soutenu par son supérieur divisionnaire, s'y refuse afin de poursuivre la bataille urbaine et tenter de maintenir la ville artésienne sous le drapeau tricolore.

Le récit d'Henry Bordeaux, Un Coin de France pendant la guerre - Le Plessis-de-Roye (2 août 1914 - 1er avril 1918) raconte de près ces événements : 
«  Le général [Barbot] va visiter le 159e. Le colonel Mordacq qui commande la brigade le reçoit : « Mon pauvre Mordacq, il va nous falloir évacuer Arras -  Évacuer Arras ? Vous n'y songez pas ! Vous connaissez bien nos alpins, mon général : vous les avez commandés, ils tiendront. - Les ordres vont venir. C'est un grand courage que de savoir prendre ses responsabilités. Il vous faudra bien obéir. - Vous ne me donnerez pas cet ordre. Je vous défie de me le donner... » 
Barbot s'éloigne sur ce dialogue. La confiance de son subordonné l'a gagné, mais il revient sur ses pas quand il a fait cinq cents mètres : « Voici l'ordre : il faut que je vous le donne... » Il est le chef et doit décider. Cependant, à Haut-Avesnes, Féligonde a trouvé le général d'Urbal dans la salle à manger d'une ferme. Le général de Maud'huy, qui commande l'armée, est là. Eux aussi, ils savent prendre leurs responsabilités. Il n'y a pas de renforts, la situation paraît intenable, il ne faut pas qu'elle s'aggrave, l'ordre de retrait des forces qui sont devant Arras est dicté : la division Barbot s'organisera dans la région de Duisans. C'est l'évacuation d'Arras.
Féligonde est revenu. II cherche le général. « Le général est encore une fois parti, lui dit Allegret. Il a voulu voir le 159e. Cet ordre exige une exécution immédiate. Tant pis, asseyons-nous sous cet arbre et rédigeons les ordres de repli... » Les ordres sont prêts quand Barbot rentre. Allegret lui montre l'ordre du général d'Urbal et les ordres d'exécution rédigés en conséquence. Le général en prend connaissance d'un coup d'œil. Il paraît nerveux. Il les lit, il les relit et tout à coup : « Évacuer Arras? non, non. Mordacq a raison. Nos alpins tiendront. Moi vivant, on ne reculera pas. Tenez!... » Et il déchire tous les ordres : « Allez dire aux troupes que tout va bien, très bien. Dites-leur qu'Arras est confié à leur honneur, que ces chiens n'y entreront pas. Mordacq sera content. Ou plutôt attendez : j'irai moi-même... » Et le voilà reparti. Arras sera sauvé. Arras est sauvé...  »
Il est promu colonel le 18 octobre et reçoit le commandement de la brigade commandant son régiment, la 88e brigade alpine, au sein du 33e CA du général Pétain.
Le 8 novembre, alors qu'il inspectait les lignes de front à proximité de l'ennemi, il est blessé par un éclat d'obus.
Il est élevé au grade d'Officier de la Légion d'honneur le 23 novembre : « Dans le commandement du 159e régiment d'infanterie comme dans celui de la 88e brigade, n'a cessé de montrer activité, courage, calme et connaissances militaires étendues. »
Bien que toujours en rétablissement, le colonel demande qu'on le renvoie à son commandement au front. Alexandre Millerand, alors ministre de la Guerre, constatant sa blessure toujours vive, lui confie néanmoins une mission d'inspection des hôpitaux et dépôts du Midi, où Mordacq trouvera de nombreux embusqués prêts à repartir vers le front et ainsi libérer leur place pour de plus grièvement blessés, réduisant un climat démoralisateur de privilèges et de profit.
Mordacq est confirmé au grade de colonel le 17 mars 1915. Malgré les douleurs de sa blessure, il prend le commandement de la 90e brigade (45e division d'infanterie du général Quiquandon) qui vient relever le 20e CA en Belgique. Cette brigade est composée de trois bataillons de zouaves au sein du 2d régiment bis de marche des zouaves, deux bataillons du 1er régiment de tirailleurs algériens ainsi que le 1er et le 3e bataillon d'Afrique, soit 8 des 14 bataillons de sa division.
Le 22 avril, Mordacq est témoin de la première attaque au gaz de l'Histoire militaire à Ypres sur l'Yser. Victime du chlore allemand, gazée, sa brigade parvient malgré tout à enrayer l'avancée allemande. L'épisode du sabordage des ponts de Boesinghe est à cet égard un autre moment remarquable pour la Brigade Mordacq.

Le 22 mai 1915, il écrit à Clemenceau, alors président de la Commission de l'Armée au Sénat : 
«  Ce qui pèche c’est toujours la même chose, vous le savez, je l’ai assez clamé avant la guerre. Puisque la France tient tant que cela à ce que la guerre continue et, de longs mois, c’est bien, nous continuerons et nous vaincrons, mais nous aurions pu en finir depuis longtemps si nous avions eu des chefs capables de résister physiquement et cérébralement aux terribles exigences de cette guerre. Enfin l’exclusion systématique de tout fantassin dans les hautes sphères nous a coûté et nous coûtera aussi terriblement cher. (...) C’est ainsi, qu’ici, en Belgique, certain général d’artillerie qui depuis a été envoyé à Limoges, mais combien trop tard !, nous a fait massacrer inutilement pendant 1 mois. Heureusement nous lui avons tenu tête, moi en particulier qui ai finalement signalé la question au général Foch qui a agi. Mais cela m’a coûté très cher – le Grand Quartier Général ne me le pardonnera jamais. (...) Autre chose : vous parlez quelquefois d’embusqués, monsieur le président. Demandez donc un peu à vos amis du Ministère pour quelles raisons, dans la troupe, nous n’avons plus d’officiers professionnels, officiers de l’active, et surtout de commandants de compagnie alors que ces grands états-majors regorgent d’officiers brevetés ou autres qui passent leur temps à débiner ceux qui se battent, et à changer chaque jour d’uniformes de teinte différente, cela comme l’empereur Guillaume ou plutôt comme de vulgaires grues. 
J’appartiens au service d’état-major et j’en ai honte ; nos officiers d’état-major, pendant cette guerre, ont rendu de grands services et montré qu’ils avaient été bien dressés mais leur grande préoccupation a été de fuir la troupe, car ils ont vu que là on trinquait ferme. Ils se sont déshonorés et ont été encouragés dans cette voie par la pluie de galons et de décorations et de citations (oh honte !) que leur ont décernés les grands chefs. (...) Vous ne le croirez pas : il y a des centaines d’officiers qui depuis le début de la guerre n’ont pas quitté les grands états-majors, corps d’armée, armées, groupes d’armées ! C’est scandaleux. Les voilà, encore une fois, les véritables embusqués, les voilà bien ! (...) Où sont les hommes de 93 ? Ceux-là voulaient la victoire mais employaient les grands moyens. Je vous envoie, M. le Président, un souvenir respectueusement affectueux. »
Le 11 septembre 1915, Sir John French, le maréchal commandant des troupes anglaises, le félicite pour le soutien de sa brigade lors des contre-attaques de septembre. Le colonel Mordacq devient Chevalier de l'Ordre du Bain en octobre.
Le général Putz cite Mordacq à l'Ordre du détachement de l'Armée de Belgique : « A fait preuve dans tous les combats livrés du 22 au 28 avril, d'une énergie à toute épreuve. A su communiquer aux troupes placées sous ses ordres, sa confiance et sa ténacité, et obtenir d'elles, en dépit d'une résistance acharnée et de l'emploi par l'ennemi de procédés illicites, des efforts véritablement surhumains. »

### De 1916 à 1918
Le 17 janvier 1916, Mordacq est promu général de brigade (ATT), commandant de la 24e division (12e CA, Xe armée) qu'il conduit en Artois, à Verdun, en Champagne, et au Chemin des Dames, au cours de vingt mois de campagne (janvier 1916-novembre 1917).
Le lendemain, il obtient une troisième citation à l'Ordre de la Xe armée : « S'est comporté de la façon la plus brillante, à la tête du 159e RI, dans les combats sous Arras, et a grandement contribué, par ses contre-attaques heureuses et vigoureusement menées, à maintenir l'intégrité du front contre un ennemi supérieur en nombre. »
Le 22 juin 1916, le général commande sur la Somme. De septembre à octobre, sa division garde Verdun. Au cours des offensives françaises d'octobre, il y aura plus de 6000 allemands capturés et, le 25 octobre, le fort de Douaumont est repris, et l'ennemi recule sur l'ensemble de sa ligne de front à Verdun.
En novembre, il est à nouveau blessé, enseveli par un obus de 210.
Il refuse d'être évacué à l'arrière, et en janvier, il conduit sa division en Champagne, où elle s'empare du plateau de Maisons de Champagne au cours de l'offensive du 8 au 12 mars 1917.
Du 17 au 22 avril, il mène victorieusement la 24e division à la bataille d'Aubérive au côté de la Légion étrangère de la division marocaine du général Degoutte.
Mordacq reçoit sa quatrième citation à l'ordre de la IVe armée du général Gouraud le 25 avril 1917 : « Commandant une division dans un secteur difficile, vient de donner de nouvelles preuves de son activité et de son énergie en exécutant deux attaques qui ont permis de reprendre à l'ennemi des positions importantes. »
Après une stabilisation du front, qui l'inquiète, Mordacq apprend fin octobre, à la suite du désastre de Caporetto, son départ imminent pour l'Italie, où il commanderait un corps d'armée qui comprendrait sa 24e division. D'autres rumeurs lui prêtent le futur commandement du 20e corps d'armée, le prestigieux corps de fer. Le général Niessel indique en juillet 1951 dans un article dans l'Homme Libre (8301) : « Les généraux Nollet et Nourrisson, sous les ordres de qui il s’était successivement trouvé, l’avaient proposé pour le commandement d’un corps d’armée. »
Cependant, lors d'une visite sur le front le 2 novembre, Clemenceau lui annonce « qu'il est sur le point de prendre le pouvoir » et qu'il aurait besoin des services du général,.
Le 16 novembre, Clemenceau devient président du Conseil et ministre de la Guerre. Mordacq reçoit la troisième étoile de général de division et devient le chef du Cabinet militaire du Président du Conseil le 18 novembre.
Le « Tigre » lui dit : « Je suis ministre de la Guerre, c'est entendu, mais c'est vous qui vous en occuperez. »,,
Ils s'accordent sur les grands axes de ce ministère  : le commandement unique pour Foch et le maintien absolu de Pétain ; les visites régulières jusqu'aux premières lignes du Front ; l'unité de doctrine militaire et défensive entre français et alliés ; la lutte contre la bureaucratie, le népotisme et la corruption aux ministères ; la fabrication intensive de munitions, d'artillerie lourde, d'avions, de tanks et de camions ; le rajeunissement des cadres supérieurs de l'armée et la mise à l'écart de certains officiers généraux "inadéquats" (l'assainissement au front et dans les grands états-majors), ; le nettoyage à l'Intérieur des défaitistes civils et des militaires embusqués, le maintien de l'ordre et la discipline dans les villes de permissions ; et enfin la question des décorations, et du mérite militaire,.
Le 20 novembre, le général rencontre John Pershing et prépare l'arrivée du corps expéditionnaire américain alors que le 1er décembre, la première réunion du Conseil supérieur de Guerre interalliés réunit David Lloyd George, le colonel House, Orlando, Foch, Weygand et Wilson et que du 31 janvier au 2 février 1918 avec Douglas Haig, Pétain, John Pershing, et Vittorio Alfieri. Mordacq fréquente des serviteurs de l'État ou hommes politiques comme Georges Mandel, André Tardieu, Jules Cambon, Stephen Pichon au Quai d'Orsay, Louis Loucheur à l'armement, Jules Jeanneney au secrétariat général de la Présidence du Conseil ou Ernest Vilgrain au Ministère du ravitaillement.

Cependant, l'ampleur des réformes et des mesures à mettre en œuvre est considérable : 
«  Dès les premiers jours après mon arrivée, je constatai rapidement que les bruits qui couraient au front sur le ministère de la Guerre étaient des plus fondés : tout le monde y commandait, sauf le ministre ; les « bureaux », plus que jamais, y étaient les maîtres. Il fallait commencer par tout y réformer : sûr de l’appui de M. Clemenceau, je me mis aussitôt à l’œuvre. » (...) Les méthodes de travail, je l’ai dit, n’étaient pas brillantes. Il semblait que dans les directions (comme dans tout le ministère d’ailleurs), on ne se rendît pas compte de la situation et que la France était en pleine guerre, et en quelle guerre, une guerre comme l’humanité n’en avait jamais connue ! Rien n’était changé dans les habitudes en temps de paix ; la douce indifférence bureaucratique continuait de régner.  »
Le général Mordacq propose à Clemenceau la circulaire du 13 décembre 1917, qui a pour vocation de réformer les méthodes de travail : simplifier les circuits administratifs ; diminuer la production de documents sans valeur ajoutée ; alléger les procédures et lutter contre les « excès de centralisation » : le chef doit savoir déléguer ; favoriser les échanges verbaux entre les agents et le recours aux nouveaux moyens de communication (le téléphone par exemple) ; privilégier l’échange verbal et la réunion préalablement à toute prise de décision : « il ne s’agit pas de supprimer les pièces écrites qui sont souvent nécessaires, parce qu’elles portent une signature et qu’elles restent, mais il faut n’y recourir qu’au moment voulu, c’est-à-dire lorsque l’affaire est déjà décidée et tout au moins dégrossis par la conversation » ; régler les affaires courantes en trois jours (délais de transmission compris).
La circulaire du 9 janvier 1918 dresse un premier bilan : « l’arriéré révélé dans certains services a été liquidé », « de nombreux cas concrets d’affaires importantes réglées avec décision et avant toute formalité m’ont été signalés ». Cependant, il reste des efforts à fournir dans l’usage du téléphone, la délégation des responsabilités, la suppression des intermédiaires inutiles ainsi que dans certains détails (enregistrement, distribution du courrier etc.). Mordacq va plus loin et demande à « mutualiser » le travail des secrétariats : le personnel secrétaire et dactylographe, « souvent trop disséminé et laissé sans direction », doit être regroupé et organisé en ateliers, « sous la surveillance de véritables contremaîtres qualifiés ».
Georges Wormser, chef de cabinet à la Présidence du Conseil, écrit de lui dans Clemenceau vu de près: 
« Il est vrai qu'est présent à ses côtés le général Mordacq qui, en camarade et en homme de métier, comme aussi en combattant éprouvé, ne négligera aucun conseil. Celui-ci peut se le permettre, se sachant au mieux avec Pétain et son état-major. Son rôle auprès de Clemenceau fut considérable. Jamais militaire ne fut d'esprit plus honnête, d'âme résolue, de caractère, sans brutalité. Son mérite fut constamment de voir au-delà du jour même et des péripéties, de penser, si je puis dire, au déroulement et pour l'avenir. Il savait l'utilité de la tactique sur le champ d'opérations, mais il voulait que les chefs eussent constamment en vue la suite stratégique. Très direct, parlant net, avec flamme, il convainquait ou entraînait, il ignorait l'hésitation ou le balancement. C'est pourquoi il plaisait à Clemenceau qui avait en lui une confiance absolue. C'était à ce point que faisant disparaître de son bureau la grande carte du front, Clemenceau avait dit qu'il n'avait nul besoin de l'avoir sous les yeux, que sa carte, c'était Mordacq. »

### De 1918 à 1920
Comme prévu, le général Mordacq organise de nombreuses visites au front, comme du 10 au 12 février en Alsace, à Masevaux et à la frontière suisse ; du 24 au 25 février, dans les Flandres, à Notre-Dame de Lorette, Souchez, Béthune au corps portugais ; du 2 au 3 mars, sur le front américain ; le 10 mars, à l'aviation ; le 25 mars, lors de la réunion à Compiègne, et le lendemain, à la réunion de Doullens. À Beauvais, la rencontre entre le général et Winston Churchill est racontée par le général Palat dans La part de Foch dans la Victoire : « M. Winston Churchill va à Mordacq et lui demande s’il partage la confiance de Foch, en dépit d’une situation restée inquiétante : ‹ Absolument, répond Mordacq, mais à condition qu’on étende encore les pouvoirs du général qui ne sont pas suffisamment nets. › Et Mordacq expose ce qu’il entend par là. M. Churchill écoute religieusement, sans répondre un mot. »
Pour le général Foch, le terme coordinateur des armées alliés est, dans un premier temps, préféré à une attribution plus explicite, mais lorsque, le 1er avril, les chefs alliés se réunissent à Beauvais, Mordacq propose de confier à Foch « la direction stratégique des opérations militaires alliés. » Il fait rédiger cette proposition pour Clemenceau. La formulation est acceptée par les Alliés, et cet accord consacre la naissance du commandement unique sur le Front de l'Ouest,.
Il réorganise le ministère de la Guerre et crée une sous-direction des moyens automobiles, où il nomme le commandant Doumenc, une sous-direction de la gendarmerie, que Mordacq préserve ainsi du contrôle du ministère de l'Intérieur tout en accordant à ce corps de nombreuses prérogatives- confiée le 3 février au colonel Plique, ancien camarade de promotion à Saint-Cyr, et une sous-direction des chars de combat le 1er mars avec le lieutenant-colonel Aubertin. Tout au long de ce ministère, il soutiendra les innovations dans le domaine des premiers « chars », la motorisation des armées ou la montée en puissance de l'aéronautique militaire, notamment avec l'aide du commandant Pujo.
Il est secondé dans son cabinet et au ministère par le lieutenant-colonel de Battisti, son ancien chef d'état-major à la 24e division, puis le lieutenant-colonel Alerme, mais aussi le colonel Becker. Le général Jullien est directeur du Génie ; le général de Tinan, directeur de la Cavalerie est remplacé par le général Trutat ; à l'Artillerie, le général Coiffec est remplacé par le général Bourgeois, chef du Service Géographique, qui sera remplacé par le général Maurin quand il sera nommé en Indochine ; le général Cottez à l'Infanterie est remplacé par le général Lagrue, ancien élève de Mordacq à l’École de Guerre.
Le général souhaite centraliser tout ce qui concerne la guerre au ministère. Ainsi, il refuse des secrétariats et sous-secrétariats de parlementaires sur des domaines militaires, mais il crée de nouvelles structures.
Il propose le général Roques au poste sur mesure d'Inspecteur général des travaux du front. Il reconnait au général issu de l'École Polytechnique et ancien directeur du Génie les qualités nécessaires pour assurer l'unité du dispositif défensif sur le front français, britannique et américain.
Il surveille la création de l'Inspection générale des télégraphies militaires et place à sa tête le général Ferrié. De même, il unifie l'activité ferroviaire avec le Commissariat des trains nationaux en choisissant le général Gassouin pour le diriger. À la suite d'un passage au chenil des chiens de l'Alaska au Tanet, il obtient l'autorisation de centraliser l'activité canine militaire au ministère de la Guerre.
Il refuse également l'influence du cabinet civil, dirigé par Georges Mandel, dans les affaires militaires. Il explique dans le Ministère Clemenceau : « Après le cabinet militaire, je m'occupais des directeurs. Je ne parle pas du cabinet civil qui, au point de vue de la guerre, n'avait à jouer qu'un rôle des plus insignifiants. Plusieurs fois, il voulut sortir de ce rôle, mais j'en fis immédiatement une question personnelle et M. Clemenceau donna des ordres tels que ces tentatives ne furent pas renouvelées. ».
Selon Mordacq, la modernisation de l'armée doit s'accomplir de concert avec un rajeunissement des cadres supérieurs de l'armée. Il considère qu'un grand nombre de généraux d'armée ou de corps d'armée, de divisionnaires et de brigadiers sont trop usés ou inadaptés pour poursuivre une guerre de manœuvre et de stratégie en accord avec la confiance que leur accordent le poilu et le gouvernement.

Il rédige donc cette circulaire : 
«  Tout divisionnaire, tout brigadier et tout colonel ayant dépassé respectivement soixante, cinquante-huit et cinquante-six ans et ne présentant pas, suivant ses chefs eux-mêmes, toute la vigueur physique et intellectuelle que nécessitaient les circonstances, devait être remis en à la disposition du ministre pour être employé à l’intérieur. »
Donc, des initiatives d'organisation du ministère et de réformes des méthodes de travail accompagnent de mesures vers la modernisation de l'armée, le rajeunissement des cadres, la priorité donnée au front et au combat ainsi que la formation militaire. Mordacq fonde, le 6 février, la Section des Écoles et modifie l'organisation de l'École de Saint-Maixent et du Bataillon de Joinville. Il nomme le général Tanant à Saint-Cyr, le général Thureau à Saumur, le colonel Dumas à Fontainebleau et le colonel Borie à Saint-Maixent.
Le colonel Herbillon, officier d'ordonnance du général Pétain, affirme que Mordacq est à l'origine de la contre-attaque du 11 juin, menée par les généraux Mangin et Humbert pour protéger Compiègne et qui connut un succès considérable. Herbillon indique également que le général aurait menacé par deux fois de démissionner si Clemenceau limogeait Pétain de son commandement : « Mon vieux, dit Mordacq à Herbillon, tu sais bien que tant que je serai là, on ne touchera pas au général Pétain. » Mordacq indique à ce sujet dans le tome II du ministère Clemenceau : « D’ailleurs M. Clemenceau savait très bien que le jour où le général Pétain serait sacrifié, je ne resterais pas une minute de plus au ministère de la Guerre. Plus que jamais, j’étais convaincu que la victoire dépendait d’un trio : Clemenceau, Foch et Pétain. » Selon Wormser, si Clemenceau délègue autant d'autorité à Mordacq et cède sur le limogeage de Pétain, c'est que le président du Conseil « ne pouvait se passer d’avoir auprès de lui un général de toute confiance et d’esprit toujours en éveil. »
Wormser, dans cet opus, avance deux hypothèses sur l'influence de Mordacq sur Clemenceau : « Les généraux auraient-ils accepté aussi facilement les avis du civil s’il n’avait pas été toujours accompagné par l’un des leurs ? Et ce que leur disait Clemenceau ne lui était-il pas souvent soufflé par Mordacq ? » Le président de la République, Raymond Poincaré, indique dans ses mémoires Au service de la France - Victoire et Armistices à la date du 15 décembre 1918 que Mordacq « tient les ficelles » de Clemenceau .
Les critiques les plus virulents de l'action de Mordacq à la tête de ce ministère dénoncent un « Comité des Jeunes Turcs », qui aurait pesé une influence considérable sur la conduite de la guerre, au détriment du GQG ou de Clemenceau lui-même. Derrière cette influence inédite, la confiance importante accordée par Clemenceau à Mordacq et le pouvoir détenu ainsi par un jeune divisionnaire tout juste quinquagénaire et exercé sur Foch son premier appui et sur Pétain son ami et celui qui le fit divisionnaire ; de la même génération, Weygand qui secondait Foch, et Buat qui secondait Pétain, cherchaient souvent à contourner ou contester le Ministère, aussi les relations entre ces trois » poulains » furent-elles venimeuses, surtout entre Weygand et Mordacq ainsi qu'entre Buat et Mordacq. Des témoignages de Wormser et de Buat l'attestent pleinement,.
Ancien lieutenant et capitaine de la Légion étrangère, il est à l'origine de la création de divisions pour la Légion ainsi que de l'apparition de régiments de cavalerie et d'artillerie au sein de la Légion. François Cochet, professeur des Universités en histoire contemporaine, écrit dans La Légion étrangère : Histoire et dictionnaire : « La Légion de l'entre-deux-guerres lui doit d'avoir été reconnue par la haut commandement, désormais convaincu de son utilité. »
En 1919, Mordacq encourage la nomination du général Debeney à la tête de l'École de Guerre et celle du jeune général Filloneau à la tête de l'École polytechnique en octobre. Il soutient la nomination du général Ragueneau, son aîné à Saint-Cyr, au délicat rôle de chef de la Mission militaire française, près de l'Armée américaine, et celle du général Duval, son cadet à St-Cyr, à la tête de l'aéronautique militaire au Ministère de la guerre. Dès le lendemain de la guerre, il nomme de nouveaux généraux aux commandes des Inspections des Armes. Le général Demange est nommé à l'Artillerie, le général Féraud  à la Cavalerie, le général Estienne aux chars de combat, et le général Jouffroy à la gendarmerie.
Fidèle à l'opinion du général Mangin, il s'oppose à la création de corps d'interprètes sur le front, préférant la « diffusion naturelle du français » et son apprentissage accéléré aux troupes coloniales. En mars 1918, soucieux de l'équilibre du moral des soldats et de la propagation de maladies, Mordacq signe un décret controversé, qui encadre le fonctionnement de bordels militaires.
Du 27 au 28 mars, Clemenceau et Mordacq se rendent à Clermont et à Montdidier dans la Somme. Ils sont le 1er avril à Rouvrel, le 6 à Flixecourt, le 8 à Sarcus au PC de Foch, le 5 mai dans l'Oise. Il est promu commandeur de la Légion d'honneur le 19 juillet 1918 ; Pétain écrit : « Brillant officier général qui, depuis le début de la campagne, en toutes circonstances, a su affirmer ses rares qualités d'énergie, d'activité et d'intelligence, en même temps que son complet mépris du danger, d'un moral inaltérable, aimant et connaissant bien le soldat, a obtenu des troupes placées sous ses ordres, les plus beaux efforts et les plus brillants succès. Deux fois blessé. Quatre fois cité à l'ordre de l'Armée. »
Le 21 juillet, il emmène Clemenceau à Château-Thierry, le 15 septembre à Hattonchâtel et le 12 octobre à Saint-Quentin libéré.
Le général Mordacq rédige le 5 août le décret qui nomme le général Foch « Maréchal de France ». Quelques mois plus tard, il rappelle à Clemenceau son souhait de récompenser Pétain pour son offensive victorieuse, et le propose comme troisième Maréchal de la Troisième République. Le 14 août, Mordacq prépare la création de dix régiments de spahis du Maroc. Ils participeront aux combats de la veille de l'armistice et seront présents en Allemagne au sein de l'Armée du Rhin jusqu'en 1930[réf. souhaitée]. Dans le même temps, les légionnaires de nationalité allemande sont envoyés systématiquement au Maroc : » Terminer la conquête du Maroc avec des Allemands et garder le Rhin avec des Marocains » .
Il annonce à Clemenceau la signature de l'Armistice et raconte dans Le Ministère Clemenceau les grands moments de la fin de la guerre.
Le 18 février 1919, le général Mordacq décore l'émir Fayçal de la croix de guerre avec palme au nom du gouvernement à l'hôtel Continental. L'émir, futur Fayçal Ier, roi d'Irak, avait combattu les Ottomans, notamment en Syrie, afin de créer un état arabe indépendant sous le regard alors bienveillant du gouvernement français.
En cure d'hydrothérapie à Vichy du 20 juillet au 10 août 1919 pour soigner sa jambe gauche et son tympan, Mordacq prépare deux décrets sur le Conseil supérieur de Guerre et sur l'état-major de l'Armée. Le général Buat, major général du GQG, écrit le 12 aout dans son Journal : « Mordacq repart pour les eaux : reviendra-t-il ou non ? Sans lui, plus rien n’existe. » Le ministère de la Guerre ne tient qu'à un fil et de lui dépend aussi ces nominations militaires qui intéressent Buat.
À La Bourboule, où il poursuit sa guérison, il retrouve le maréchal Joffre avec qui il s'entretient longuement de l'état des armées un an après l'armistice.
Le 11 novembre 1919, Mordacq défile aux côtés de Clemenceau, Pershing, Foch et Pétain sur la place de la Concorde.
Clemenceau l'emmène visiter la Vendée, et des rumeurs courent sur une possible nomination comme chef de la mission française en Pologne en remplacement du général Henrys. D'autres lui prêtent la Mission française au Brésil que le général Gamelin occupera de 1919 à 1924. D'autres encore, en mars 1919, le nomment le remplacement de Charles Jonnart, gouverneur général d'Algérie. Le 9 décembre, il est le premier à qui Clemenceau annonce sa candidature à la Présidence de la République. Du 10 au 14 décembre 1919, il accompagne Clemenceau à Londres.

En novembre 1919, Mordacq est poussé à postuler aux législatives en Corse : 
«  Quelle ne fut pas ma stupéfaction quand je reçu télégrammes sur télégrammes d’une part de M. Barnier, préfet de la Corse, et d’autre part des candidats ministériels dans ce département me demandant instamment de poser ma candidature : le succès était certain. Je n’en doutais certes pas étant donnés[sic] les hommes qui s’en portaient garants et que je connaissais bien, mais je répondis très nettement que, n’ayant jamais fait de politique, je ne tenais nullement à en faire et que, d’ailleurs, il était déjà trop tard pour commencer. Ils n’en continuèrent pas moins à me harceler, faisant même intervenir M. Clemenceau, qui fut tout à fait de mon avis. Enfin, à la suite d’un télégramme de moi les priant de ne plus insister, ils finirent par comprendre qu’il n’y avait rien à faire. »
Au terme de ce ministère, le général Mordacq aura été à l'instigation du rassemblement d'archives de guerre, inaugurant le Service historique des Armées. Son influence se retrouve dans la nomination du général Guillaumat aux Balkans, puis de son retour comme gouverneur militaire de Paris peu avant la Seconde bataille de la Marne. Mordacq appuie le choix du général Berdoulat comme gouverneur militaire de Paris en février 1919, pour succéder au général Moinier ; il joue un rôle important dans l'attribution au général Hirschauer, puis au général Humbert, du gouvernement militaire de Strasbourg et celle du général Gouraud à la mission au Levant, où le général Goybet le secondait.
Il soutient le retour au commandement d'un corps d'armée du général Mangin et la réhabilitation du général Nivelle en le nommant commandant des troupes en Afrique du Nord. Il appuie l'activité du général Lyautey au Maroc et applaudit ses efforts lorsque celui-ci parvient à envoyer des bataillons supplémentaires vers la métropole lors des crises d'effectifs de 1917.

### De 1920 à 1925
Le 15 janvier 1920, le général Mordacq est élevé à la dignité de grand officier de la Légion d'honneur : « Titres exceptionnels. A rendu les plus éminents services au Pays en tant que Commandant d'une Division aux Armées que comme Chef du Cabinet militaire du président du Conseil, ministre de la Guerre. A puissamment contribué en cette qualité à préparer la Victoire de nos Armes. »
Le lendemain, il est nommé commandant du 30e Corps d'Armée de l'Armée du Rhin qui occupe la Rhénanie allemande autour de Wiesbaden.
Le 30e Corps occupe Francfort le 6 avril 1920, mais il doit évacuer le mois suivant à cause du mécontentement des gouvernements britannique et américain malgré la manœuvre remarquée et efficace de son corps d'armée. À ce titre, il estima regrettable le choix politique, qui n'attribua pas au 30e CA l'occupation de la Ruhr en 1923, qui fut attribuée au 32e Corps d'Armée du général Caron.
Il privilégie l'encerclement du territoire et l'occupation des principaux axes de communications à une coûteuse et fragile occupation totale. Il défend également la présence de troupes coloniales en Rhénanie contre les critiques racistes des Allemands et le scepticisme de l'état-major parisien. Toutefois, il montre au maréchal Pétain le bien-fondé de la présence des spahis et tirailleurs en Allemagne.
Le général Mordacq s'inquiète en novembre 1920 de l'inertie de l'État-major général : « Le lendemain de cette cérémonie [du 11 novembre 1920], je reçus la visite d’un membre du Conseil supérieur de la guerre qui m’apporta des nouvelles plutôt pénibles. Ce que j’avais prévu était arrivé. L’État-major général de l’Armée se bornait à assurer le service courant : la plupart des officiers qui étaient à sa tête, heureux de se retrouver à Paris, après cette longue guerre, profitaient largement de cette existence de la capitale, évidemment très agréable, mais que l’on ne peut mener impunément et simultanément, quand on a à assumer une tâche aussi écrasante que celle de la création d’une armée nouvelle. (…) Personne à l’état-major général n’avait eu le bon sens de vouloir comprendre qu’il était impossible de faire du service courant et en même temps d’élaborer toutes ces nouvelles lois qui exigeaient un temps considérable et surtout des cerveaux qui s’y consacraient exclusivement. »
Le 1er septembre 1920, le général Degoutte commandant l'armée d'occupation du Rhin note Mordacq : « Commande le 30e CA à l'Armée du Rhin depuis sept mois. A obtenu de son corps d'armée un très bon rendement : discipline, tenue, instruction, préparation à la guerre. Officier général que son intelligence, ses connaissances étendues, ses qualités militaires et sa personnalité très accusée mettent au premier plan. »
Selon Mordacq, la politique de concessions et de faiblesses face à l'Allemagne fragilise la paix précaire inaugurée depuis la signature des traités. Il manifeste son soutien à la social-démocratie allemande mais constate la montée des partis nationalistes, notamment en Bavière, où naît le Parti nazi en février 1920. Il s'oppose à la politique religieuse du gouvernement en Rhénanie, préférant la neutralité de l'État, et continue de critiquer l'état-major général qui veut faire les lois militaires tout en faisant le service courant, et réduit grandement le poids de l'infanterie dans l'Armée, l'organisation du conseil supérieur de la guerre, ses trop nombreux membres, trop âgés et cumulant d'autres responsabilités, qui ne délibérait pas suffisamment, sous le contrôle prépondérant du maréchal Pétain et l'organisation de l'armée du Rhin, où le général Degoutte commandait l'armée française, l'armée alliée en Rhénanie, et qui siégeait aussi au Conseil de guerre à Paris, tâche écrasante selon Mordacq.
Lors des événements de l'occupation de la Ruhr, il commande en addition de Wiesbaden, les territoires dépendants de Mayence après les émeutes du 24 janvier 1923 et l'ensemble de ceux au sud de Cologne à la suite de la demande de Degoutte de bien vouloir le remplacer provisoirement,.
En février 1923, une bombe explose à l'intérieur de la gare de Wiesbaden. Si aucune perte n'est à déplorer, les dégâts matériels sont considérables. Le gouvernement français réclame de la ville de Wiesbaden le paiement d'une amende de dix millions de Rentenmark. L'enquête établissant que l'auteur de l'attentat n'est probablement pas un habitant de la ville, le général Mordacq décide de s'opposer à cette punition : « C'était là, à mon avis, une sanction absolument indigne de nous et injuste ; je le fis remarquer, et comme l'on ne semblait pas vouloir tenir compte de mon observation, je menaçai d'abandonner mon commandement si la décision gouvernementale était maintenue. Une fois de plus, Paris céda et la ville de Wiesbaden ne fut pas frappée de l'amende précitée. (...) Il eût été monstrueux que nous qui passions notre temps à nous réclamer des hommes de la Révolution, et à rappeler que, comme eux, nous apportions la justice et le droit, nous en arrivions à commettre une semblable injustice. »
Au cours de l'été 1923, le général Mordacq est chargé d'organiser et de conduire une nouvelle occupation de Francfort. Finalement, les Anglais désapprouvant, au contraire des Belges. Il n'est plus question que d'occuper les têtes de pont de Mannheim et Carlsruhe. Il regrette dans son livre Clemenceau - Au soir de sa vie (1920-1929) cette « petite opération » et la « politique de demi-mesures » du gouvernement, caractéristique selon lui du gouvernement Poincaré.
Le général Mordacq commande l'armée d'occupation du Rhin tout au long de l'été 1924 en remplacement du général Degoutte. Le plus ancien commandant après Degoutte en Allemagne, il reçoit logiquement ce commandement intérimaire de l'armée du Rhin en son absence. Cependant, presque quatre ans auparavant, André Lefèvre, ministre de la Guerre sous Millerand, avait annoncé au général Buat son plan pour éloigner Mordacq de cette éventualité : « Le but du ministre, en choisissant le général Duport, était d’avoir à l’armée du Rhin, en cas de départ, d’absence ou d’accession de Degoutte à un commandement supérieur, un officier général plus ancien que le général Mordacq, commandant le 30e corps, dont il ne veut pas pour commander l’armée le cas échéant. Il a alors décidé que Pouydraguin serait muni d’une lettre de service spéciale lui accordant le commandement de l’armée en l’absence du général Degoutte. »
Le général Degoutte donne encore son appréciation : « Le général Mordacq a toujours les mêmes belles qualités de commandement. L'instruction et la préparation à la guerre sont activement poussées au 30e. Les sports et les tirs y sont l'objet d'une attention toute spéciale. De très bons résultats ont été obtenus dans les concours. Tout cela est dû à l'action personnelle du général. Cette personnalité le rend parfois un peu dur pour les autres mais il l'est pour lui-même. Son activité le porte à déborder sa force d'action, mais son esprit de discipline et la droiture de son caractère permettent au Commandement de tirer parti de ses tendances qui sont parfois la caractéristique du vrai chef. »
Début 1923, son unité s'illustre aux épreuves sportives organisées, particulièrement le championnat de cross militaire. Le miroir des sports écrit en mars 1923 : « Tout dernièrement, le championnat de cross militaire a été une victoire complète pour le 2e régiments de Tirailleurs et le 30e corps d'armée dont il fait partie. Tous les autres corps d'armée avaient des représentants : ils ont dû s'incliner, dans le classement par équipes, devant les Tirailleurs. Si nous doutions de la valeur de ces Africains, le général Mordacq, qui est le général le plus sportif de l'armée française, aurait raison de notre scepticisme. »
Des rumeurs signalent qu'il est parmi les candidats au remplacement du général Buat à la tête de l'état-major de l'armée lorsque celui-ci meurt subitement à son poste fin 1923. C'est, plus logiquement, le général Debeney qui est nommé à la suite de son passage à la tête de l'École de Guerre. Mordacq avait souhaité commander le Centre des hautes études militaires depuis de longues années : « On m'avait fait espérer, et le général Nollet lui-même (ministre de la Guerre), que j'avais des chances de remplir ces intéressantes fonctions. C'était d'ailleurs assez naturel : beaucoup d'officiers disaient même que cela s'imposait. C'était moi, en effet, qui en 1908, avec le général Foch, alors commandant de l'École de guerre, avait fondé ces cours et professé, pour la première fois en France, un cours de stratégie. » Finalement, le gouvernement nomme à la place le général Weygand. Mordacq avait reproché à Weygand de devoir sa carrière à Foch, sans avoir eu à commander une unité sur le front pendant toute la durée de la guerre, et le général Buat écrit dans son journal à ce propos : « Le grand malheur est que le maréchal Foch n'ait auprès de lui aucun homme ayant exercé un commandement de grande unité ; faute de voir les possibilités, tout ce monde vit dans des opérations imaginaires, dépourvues de tout obstacle et de tout adversaire. C'est dangereux. »,.
Le 14 janvier 1925, le général Mordacq quitte à sa demande son commandement en Allemagne et marque ainsi son désaccord avec la politique d'Édouard Herriot, d'Aristide Briand, d'Alexandre Millerand et de Raymond Poincaré, qu'il qualifiait de « politique d'abandon. » Mordacq croit que les acquis du Traité de Versailles étaient bradés, au mépris de l'influence militaire et diplomatique de la France et au détriment de ses garanties stratégiques de sécurité et que les efforts portés à l'entretien de la défense militaire étaient négligents et imprudents et significativement insuffisants dans un contexte de remilitarisation de l'Allemagne. Lefèvre, Barthou et Maginot au Ministère de la guerre n'avaient pas su mettre en œuvre les lois militaires nécessaires, l'état-major de l'armée était tout puissant mais inefficace et le gouvernement manquait de cohérence et de force en Rhénanie,.
C'est aussi une protestation personnelle à l'égard du gouvernement : « Tout récemment j'ai demandé carrément à un très grand chef de l'armée française les motifs pour lesquels les politiciens faisaient tout pour m'empêcher de rentrer en France. Il m'a fait cette réponse caractéristique : "On ne veut pas de vous en France, dans une haute situation où vous pourriez exercer une certaine influence, parce que l'on craint que vous ne chambardiez tout" raconte le général à Clemenceau en 1924 ». Le général Mordacq avait voulu siéger au Conseil supérieur de la Guerre depuis plusieurs années. Il n'avait pas pu en 1919 à cause du critère d'ancienneté appliqué strictement, un an de commandement de corps d'armée, mais n'avait pas perdu l'ambition d'y être nommé. Tandis que les généraux Buat, Weygand, Niessel et Ragueneau intégraient progressivement ses rangs, le général constate qu'il en demeure à l'écart.
Alors que le général Nollet lui promet sa nomination au départ du général Graziani, il découvre celle du général Duport : « Quelques jours après, j'apprenais que la place vacante du général Graziani au Conseil Supérieur de la Guerre qui me revenait et m'avait été formellement promise par le général Nollet venait d'être donnée au général D. uniquement comme je l'ai su plus tard pour ne pas me nommer. Le général D., en effet allait être atteint par la limite d'âge quelques mois après. C'était la première fois depuis la création du CSG que l'on y voit entrer un général n'ayant pas encore devant lui trois années d'activité. » ; la nomination ensuite du général Targe le convainc à l'idée que le gouvernement souhaite le tenir à l'écart. Pourtant, le maréchal Pétain, dans une lettre datée du 31 janvier 1924, lui écrivait que « l'époque où vous pourrez entrer au Conseil Supérieur de Guerre se rapproche. » La direction de l'Inspection des Écoles Militaires est confiée à un autre général, sous prétexte que Mordacq ne siège pas encore au Conseil supérieur de Guerre. Le général s'explique : « J'étais bien obligé de m'en aller, puisque je savais de source certaine que l'on ne me confierait aucune fonction me permettant d'exercer une réelle influence. »
Le nouveau commandant de l'Armée du Rhin, le général Guillaumat, écrit dans l'Ordre 244 de l'Armée du Rhin : « [...] En lui faisant ses adieux et en lui souhaitant à l'expiration de son congé un poste éminent en rapport avec son activité et sa grande expérience, le général commandant lui adresse ses félicitations pour le haut degré d'instruction et la belle tenue morale dans lesquels il a su maintenir son corps d'armée. Pendant son séjour au palais impérial de Wiesbaden le général Mordacq a su allier vis-à-vis des Allemands la fermeté et l'énergie à la courtoisie et à l'impartialité. Il a donné en même temps qu'à ceux-ci, à tous les Français et à tous les étrangers qui ont visité sa résidence une grande idée du prestige de notre drapeau. Ce faisant, il s'est inspiré de la tradition des grands soldats et des grands serviteurs de la République. Lors du déjeuner de départ du général Mordacq organisé à Mayence par le Guillaumat, ce dernier tient un discours d'adieu qui marque le commandant du 30e corps au crépuscule de sa vie militaire : « Pour la première fois depuis que j'étais en Rhénanie, j'entendis un de mes chefs rendre justice à la tâche si pénible, si écrasante même et aussi si délicate que j'avais eu à remplir pendant cette longue période. On voyait d'ailleurs que le général Guillaumat était très documenté, car il cita quelques faits qui n'étaient connus que de moi et de quelques officiers de l'armée du Rhin. Il fit, enfin, allusion à certain rôle que j'avais joué, dans la dernière partie de la guerre, et cela avec une vigueur et une conviction qui montraient que, si le général Guillaumat avait le courage militaire, il avait aussi le courage civique. Peu de grands chefs auraient osé à cette époque tenir un pareil langage : je ne pourrai jamais l'oublier. ». »
La publication en 2006 des correspondances de guerre du général Guillaumat donne lieu à un témoignage sans équivoque du rôle joué par Mordacq. Il écrit le 27 novembre 1918 à sa femme : « Quant aux histoires de maréchalat, il n'y a que Castelnau qui s'agite autour du bâton. Ils auront beau faire, on écrira un jour que la victoire est l’œuvre de trois hommes, Clemenceau, Mordacq et un autre, et aucun d'eux n'a besoin de bâton pour marcher. »
Dans ce livre publié lors de son retour en France pour témoigner de son expérience de outre-Rhin, il dresse le bilan des dangers et des désillusions à la suite de la passivité et de la faiblesse des gouvernements français successifs. Même l'Action française recommande cet ouvrage du général : « On devine que l’auteur a voulu que son expérience ne fût pas perdue et il a dit ce que lui avait enseigné le contact des Allemands. Le général Mordacq et l’Action française n’ayant pas de sympathies réciproques (il ne le cache pas), nous sommes tout à fait à l’aise pour citer son témoignage instructif. »
En 1925, sa fille, Edmée (1904-1966), épouse le docteur André Raiga (1893-1979), petit-neveu de Clemenceau, ultérieurement Raiga-Clemenceau par décret du 14 mai 1964, à la demande de Michel Clemenceau, son cousin, fils du président,,.
Mordacq raconte dans La Mentalité Allemande, Cinq années de Commandement sur le Rhin : « Personnellement, je n'avais aucun espoir de recevoir un commandement ou des fonctions intéressantes en France. Je savais, et j'en eus la confirmation à Paris, que le gouvernement actuel tenait essentiellement à me maintenir loin de la France. D'autre part les deux dernières nominations au Conseil supérieur de guerre montraient que l'on était très résolu à ne pas m'y appeler. Je m'étais néanmoins incliné parce que les généraux qui en bénéficièrent avaient l'estime de l'armée. Toutefois, j'avais prévenu le maréchal Pétain que si l'on venait à nommer avant moi un certain général T., je considérerais cette nomination comme un soufflet à l'armée et donnerais aussitôt ma démission. Un très grand chef de l'armée avait fait, d'ailleurs la même déclaration que moi. Le général Mangin étant venu à mourir, il fut remplacé par le général T. le lendemain de cette nomination je demandai à passer au cadre de réserve. »

### De 1925 à 1943
Le général Mordacq quitte l'armée définitivement en décembre 1927. À partir de cette date, il a une activité politique et associative très dense. Il écrit aussi tout au long de cette période des dizaines d'articles et publie plus d'une quinzaine d'ouvrages politiques et militaires ou biographiques.
Il fonde et préside le Comité national contre l'évacuation de la Rhénanie et de la Sarre en 1929. Il devient président d'honneur de l'Association Amicale des Anciens Combattants des 25e, 65e et 106 BVP  et de l'Association des Anciens Combattants du 1er Tirailleurs algériens. Il préside à nouveau la Société d'escrime militaire, qu'il avait fondée en 1904. Elle adhère en 1921 à la Fédération nationale d'escrime, dont Mordacq est le vice-président d'honneur, qui englobe dès ce moment toute l'activité militaire de la Fédération. Il est également vice-président d'honneur de la Ligue française des escrimeurs anciens combattants. Le général Mordacq est président de l'Association des Anciens Officiers du 30e corps d'Armée et du Comité national du monument à la gloire des groupes cyclistes de chasseurs à pied et alpins. Il est au Comité de patronage de la Revue Militaire Générale et de la Société de la Sabretache et du groupement des volontaires techniciens du service des chiens de guerre en cas de mobilisation générale en 1937. Mordacq est membre fondateur de l'Académie septentrionale (1935).
En décembre 1929 pour le Comité contre l'évacuation de la Rhénanie et de la Sarre, il invite à Paris dans la Salle Wagram des délégués venus d'Autriche, de Pologne et de Rhénanie pour s'exprimer devant plusieurs milliers de citoyens et d'anciens combattants la nécessité d'être ferme à l'égard de l'Allemagne, de ne pas abandonner les peuples polonais et tchécoslovaque à la volonté allemande d'hégémonie et de continuer à moderniser l'Armée française afin de se prémunir d'additionnelles mises en péril des garanties de sécurité de la Nation. Il fait des conférences remarquées sur l'Allemagne, sur Clemenceau, et sur l'Armée en France, notamment au Club du Faubourg mais aussi au Comité Dupleix-Bonvalot, à la salle Pleyel, devant de nombreuses assemblées.
Dans son ouvrage de 1930, Pouvait-on signer l'armistice à Berlin ?, il regrette que l'armistice n'ait pas été retardé pour permettre le déclenchement de la grande offensive prévue en Lorraine pour le 15 novembre : « Étant donné la situation stratégique et la situation politique presque désespérée dans lesquelles ils se trouvaient, il est probable que [les Allemands]  auraient, de nouveau, demandé un armistice et accepté toutes les conditions imposées par les Alliés, donc la signature de cet armistice à Berlin même, avec toutes les conséquences qu'il entraînait et en particulier l'occupation de la plus grande partie de l'Allemagne ».
Il succède à son beau-père comme administrateur de L'Énergie industrielle fondée par l'entrepreneur Pierre-Marie Durand en 1926, réélu en mars 1937. Il est également administrateur d'une de ses filiales, la société Électricité et Eaux de Madagascar entre 1928 et 1933, et siégera au conseil d'administration des Forces motrices de la Loue (Jura), qu'il présidera au cours des années 30.
Clemenceau dit de lui dans Grandeurs et misères d'une victoire, publié en 1930 en réponse au Mémorial de Foch (1929) : « On sait que le général Mordacq, l'un de nos meilleurs divisionnaires, était le chef de mon cabinet militaire. J'en connais qui ne lui ont pas encore pardonné... Ci-dessous ce que je puis extraire des carnets du général, dont l'inlassable dévouement ne connut pas une heure de relâche. »
Le général Mordacq devient membre du Comité de patronage de l'Association nationale des officiers combattants en 1930. Selon le Rapport fait au nom de la commission d'enquête chargée de rechercher les causes et les origines des événements du 6 février 1934, les mille membres de l'ANOC n'ont pas le droit d'appartenir à d'autres types de groupements, contrairement à d'autres associations d'anciens combattants. Le rapport cite son président, le colonel et conseiller municipal Ferrandi : « Cette association est dans le genre de celle des Croix de Feu : elle ne comprend que des officiers de réserve ou des anciens officiers de l’active, anciens combattants ayant eu des citations au front. Nous sommes très stricts sur le recrutement de cette association. Nous exigeons des citations caractéristiques. Il y a là aussi des gens appartenant à toutes les opinions. »
L'organe de l'ANOC est le journal Par l'effort. Dans son numéro de mars 1933, sous le titre « Faudra-t-il en arriver là ? », un dessin représentant le palais Bourbon en flammes et des parlementaires pendus aux réverbères du pont de la Concorde est reproduit. Dans son numéro de juillet 1933, sous le titre « À suivre », la commission d'enquête relève également ce passage : « Le régime actuel est un véritable palais des mirages, on vous en flanque plein la vue et eux plein les poches.... D'un élan sublime le peuple prit la Bastille et guillotina, au nom de la liberté, pas mal de ‹ ci-devants › . De barricades en barricades, nous sommes arrivés au sommet de la civilisation.... On prétend que l’histoire est un éternel recommencement. Alors, bon peuple de France, il paraît que tu en as ‹ marre › ; qu’est-ce que tu attends pour remettre cela ? » Le colonel Ferrandi doit répondre aux questions du député Catalan dans sa déposition devant la commission d’enquête : « Avez-vous dans votre programme la révolution à main armée ? - Non ! Mais cela ne veut pas dire qu’on ne le fera pas. - Les présidents d’honneur de votre groupement sont MM. Les généraux Brémond, Niessel et Mordacq. (…) À ces généraux, membres de votre comité de patronage, et au général Niessel, votre président d’honneur, est ce que vous faites le service du journal Par l’effort ? - Oui - Aucun d’eux n’a jamais manifesté sa désapprobation à l’égard des articles publiés dans ce journal que je viens de lire ? - Nous sommes des patriotes tellement orthodoxes, comment voulez-vous qu’ils désapprouvent ! » Le rapport conclut finalement que les membres de l'ANOC n'ont pas été appelés à manifester par leur comité directeur ou par les généraux du comité de patronage.
Le 24 novembre 1929, il fait partie des intimes au chevet de Clemenceau qui accompagnent son cercueil jusqu'à sa tombe en terre natale de Vendée. Le général Mordacq est administrateur de la Société des amis de Clemenceau à partir de cette date. Son gendre, André Raiga-Clemenceau, poursuivra cette mission après lui.
Mordacq publie Clemenceau au soir de sa vie 1920-1929 chez Plon en 1933 (pour le tome 1er) et Clemenceau (1939).
Au cours d'une conférence en 1930, il énumère les infractions allemandes aux clauses militaires du Traité de Versailles, en termes d'armement de toutes sortes, d'avions, d'usines à l'étranger, de groupes de jeunesse paramilitaires, tout en mettant en garde contre l'abandon de l'occupation de la rive gauche du Rhin jusqu'en 1935, la léthargie de l'armée française et le bellicisme revanchard affiché par une large catégorie de la population à l'est du Rhin.
En 1933, il est l'un des membres fondateurs de l'Union pour la Nation, au côté du député de gauche Henry Franklin-Bouillon, et de l'ancien ministre de la Marine, l'amiral Lacaze. Ils militent pour la vigilance contre la remilitarisation allemande et à la stricte observation des clauses du Traité. Dans Cahiers de la fondation Charles De Gaulle, Gilles Le Beguec et Jean-Paul Thomas situent cette structure dans la lignée du Parti social français et du futur Rassemblement du peuple français du général de Gaulle en termes d'organisation : ce sont des rassemblements d'objectifs, des « instruments de mobilisation de l’opinion publique autour d’un petit nombre de thèmes qui sont à la fois des thèmes de portée générale (la "rénovation", le "redressement", le "salut public", etc.) et des objectifs d’ordre pratique (la réforme constitutionnelle, par exemple) », avec une volonté de dépasser les clivages politiques traditionnels, en place des personnalités extérieures au monde politique traditionnel, avec droit à la double appartenance.
Le général demeure au comité directeur jusqu'en 1936 et côtoie en son sein des personnalités telles que le diplomate Jules Cambon, le sénateur martiniquais Henry Lémery et ancien collègue du gouvernement Clemenceau, l'historien Marcel Marion,l'explorateur Gabriel Bonvalot, l'ancien communard et diplomate Camille Barrère, le chirurgien Jean-Louis Faure, le professeur Arnold Netter et le pasteur Raoul Allier.

En juin 1934, il écrit dans Les Leçons de 1914 et la prochaine guerre, publié chez Flammarion : 
«  Il fallut l’avènement d'Hitler, ses appels continuels au Deutschland über alles pour ouvrir enfin les yeux des Français. L'heure est venue de rappeler que la guerre est en effet fort possible et que par conséquent il faut suivant l'euphémisme même des Allemands, non pas la préparer, mais s'y préparer. Il faudra donc à l'Allemagne un délai d'un certain nombre d'années pour endormir à nouveau ses anciens prêteurs et rétablir la confiance. Combien d'années? Ce n'est pas préparer la guerre mais créer au contraire une sorte d'assurance de garantie presque certaine contre cette folie, contre cette calamité qu'elle représente et qui malheureusement peut surgir d'un jour à l'autre, si l'on ne prend pas les mesures nécessaires pour s'en préserver. Et nous posons enfin cette question : les véritables pacifistes sont-ils ceux qui se consacrent à cette tâche ou bien ceux qui se contentent de bêler la paix ?  »
Il reçoit en 1936 les lauriers d'or polonais. Il avait écrit La Bataille de Varsovie mais s'était intéressé aussi depuis trente ans aux questions slaves et avait même appris le russe lorsque, jeune commandant, il se rendait prendre des cours rue de Bellechasse, à la caserne des Cent Gardes.
L'Association de la reconnaissance nationale française est fondée le 31 décembre 1937 avec le général Mordacq au comité d'honneur. Cette association décernera une Croix des Services Civiques, dite Croix Mordacq, avec comme devise » Devoir, France, Dévouement ».
Le 1er janvier 1938, le président de la Fédération des sociétés d'anciens de la Légion étrangère « le désigne pour ranimer la flamme de la Légion lors de la traditionnelle cérémonie de la Fédération des Amicales Régimentaires et d'Anciens Combattants. »

Dans La Défense nationale en danger en 1938, il écrit : 
«  Notre frontière nord-est n'est plus couverte par l'armée belge. Les Allemands, gens méthodiques et prudents, ne commettront certainement pas la faute stratégique de se lancer contre la Ligne Maginot actuelle, ou contre nos fortifications de Lorraine. Il n'y a pas de doute que dans le Nord, ils étendraient cette fois certainement leur aile droite jusqu'à la mer. Que l'on ne vienne pas parler d'une résistance hollandaise ou belge. Actuellement on ne saurait y croire. Si la guerre éclatait demain, elle serait encore plus terrible que la dernière. Il ne faut pas se faire d'illusions : par guerre totale, les grands chefs allemands entendent l'emploi de tous les moyens imaginables pour arriver à vaincre l'adversaire : emploi de gaz asphyxiants, guerre sous-marine sans restriction, massacre de non-combattants soit par bombes ou même par de simples fusillades. »
Le 11 novembre 1940, Le Petit Parisien réalise son portrait pour son numéro d'anniversaire de l'armistice : « Le général Mordacq n'est pas homme à s'attarder sur des souvenirs. Bouillant, actif, plein de fougue, passionnément épris de la patrie, il ne voit dans l'évocation du passé que prétexte pour mieux préparer le lendemain. » Une partie de cet article fut censurée, certaines des critiques envers le gouvernement, le parlement ou la stratégie de l'armée ayant dû déplaire.
Maurice Constantin-Weyer écrit en 1940 dans l'Officier de Troupe : « J'ai souvent admiré, au cours de la dernière guerre le parfait maintien de la Division Mordacq, l'une des meilleures de l'armée. Le général Mordacq avait la réputation d'avoir la main dure. C'est un souvenir qu'ont probablement conservé certains des généraux et colonels d'aujourd'hui qui ont été sous ses ordres à Saint-Cyr. Mais le général Mordacq, dont par ailleurs le livre La Guerre au XXe Siècle, était une étude assez prophétique des conditions de guerre moderne, était le premier à se soumettre à la discipline qu'il exigeait des autres. La vertu de l'exemple est primordiale. »
Alors que les Allemands occupent Paris à compter du 14 juin 1940, ils se rendent à sa résidence au 95, boulevard Raspail, afin que le général aille chez son éditeur briser les marbres de ses parutions. Il s'expliquera pourquoi le tome V de ses Grandes Heures de la Guerre ne put paraître : les Allemands ne l'avaient pas autorisé. Il est inscrit par la suite sur la liste Otto du 28 septembre 1940, qui recense les auteurs et les ouvrages interdits par l'occupant allemand.
Georges Wormser, dans sa biographie de Georges Mandel, rapporte que Mordacq, apprenant la future promulgation des lois raciales (loi du statut relative aux les Juifs du 3 octobre 1940 et celle de mars 1941), avait déclaré au chef de l’État : « Monsieur le Maréchal, vous allez déshonorer notre uniforme. » Pétain lui répond « je m'en f... ! » ; Wormser ajoute : « Ce fut un des premiers coups portés à la popularité du Maréchal (...) Un de ceux qui se montrèrent le plus indignés de la réponse du Maréchal fut le colonel de La Rocque. »
Wormser écrit dans le même ouvrage qu'en mi-mai 1940, alors que la France peinait sous l'assaut allemand dans un contexte d'exode et de débâcle, le ministre de l'Intérieur intervint auprès du maréchal Pétain, alors vice-président du Conseil, pour lui faire une proposition de crise : « Elle consisterait à confier la responsabilité de l'ordre à un homme de confiance sachant commander. Pour gagner l'assentiment et obtenir l'obéissance des commandants de régions, il faut que ce soit un militaire. Le général Mordacq, chef de cabinet militaire de Clemenceau, resté l'ami intime du maréchal Pétain, nous parait indiqué. »  Toutefois, Mandel se heurte à un mur, et Pétain élude la proposition : « Mordacq est à la retraite, qu'on l'y laisse. » Le même jour, Mordacq arrive de Gannat pour rencontrer Pétain et lui proposer un plan stratégique :  « S'appuyer sur la ligne Maginot, et par Langres, la basse Seine puis la Loire, établir la possibilité d'une grande attaque latérale. Pétain se montre intéressé, il demande à Mordacq de revenir l'après-midi pour en traiter devant le général Bineau (son directeur de cabinet militaire). Ce dernier démontre que l'on n'a ni le temps ni les moyens pour une manœuvre de telle envergure. Mordacq repart le soir même, accablé de ce qu'il a vu. Il a vu Mandel avant et après ces entrevues. Le ministre ne lui propose rien puisque le Maréchal n'est pas d'accord. » Le 16 juillet et le 21 octobre 1940, il rencontre Jules Jeanneney, qui présidait le Sénat jusqu'au 10 juillet 1940, vote des pleins pouvoirs pour Philippe Pétain, ce dernier indique qu'il déjeunait avec Pétain le 21 octobre mais "s'affirme pourtant très fidèle à Mandel".
Le fils de Georges Wormser, Marcel, se souvient de cette anecdote durant l'Occupation, le général expliquant à son frère et lui « comment trois ou quatre hommes décidés pouvaient s'emparer d'une gendarmerie et des armes qu'elle contenait ». Mordacq se retire en 1942 dans sa propriété du Castel de la Serre près de Gannat. L'histoire raconte que des Allemands, venus réquisitionner les lieux, le voyant sortir en grand uniforme, repartent intimidés après lui avoir rendu les honneurs militaires.
Il est mentionné et accusé dans un des pamphlets de Louis-Ferdinand Céline, Bagatelles pour un massacre. Cette mention le désigne à toutes sortes de rumeurs auxquelles il aimait répondre en riant : « Prouvez-le, que je suis juif ! » C'est à cette même époque que les occurrences de son nom disparaissent des rééditions d'une biographie du Tigre par le germanophile Georges Suarez. En 1939, il est mentionné au cœur d'accusations antisémites du journaliste et militant d'extrême-droite Paul Ferdonnet dans son livre La Guerre Juive : « Le chef du Grand Quartier général était un général bien né, français de cœur et de courage, qui fut l'excellent second du Père la Victoire et qui s'appelait quand même Mordacq. Entre parenthèses, le ministre de la Justice s'appelait Ignace et le ministre des Finances Klotz. Eh bien ! Rheims, Abrami, Israël, Mandel, Mordacq, Ignace et Klotz, ce sont des noms juifs, les noms des Juifs qui tenaient tous les leviers de commande de l'Etat pendant la guerre. »
Baptisé mais républicain et laïc, proche du Tigre mais aussi des milieux militaires patriotes, la consonance étrangère de son nom de famille et son étiquette « progressiste » lui ont valu une récurrente suspicion raciste de la part de certains de ses détracteurs et ennemis, ce très tôt dans son parcours militaire. Cette suspicion raciste contamine même des observateurs de l'autre bord politique. Dans son édition du 23 mars 1931, l'Action française se sent même obligée de publier un rectificatif, ayant publié un passage d'un article où le journaliste Albert Crémieux mentionnait Mordacq parmi les "Juifs patriotes ayant été pour le Clemenceau de la guerre et de la victoire d'utiles collaborateurs": « M. le général Mordacq nous écrit "qu'il n'est pas Israélite et qu'aucun membre de sa nombreuse famille ne l'est" ».
Le 12 avril 1943, le corps du général Mordacq est retrouvé dans la Seine à Paris vers 10h30. Le rapport de police du 13 avril note qu'il a chuté depuis le pont des Arts, qu'il n'avait aucun papier d'identité sur lui, qu'il est encore vivant lorsqu'il est repêché par un marinier, et conduit à Hôtel-Dieu où il décède quelques heures plus tard, avant d'être reconnu dans la soirée par son gendre. Le lendemain, l'agence de presse nazie, le Deutsches Nachrichtenbüro, annonce son « suicide », reprise par d'autres journaux collaborationnistes ; l'autopsie pratiquée est aussi censurée.
De l'autre côté de l'Atlantique, le New York Times se distancie de ce récit : "Un conseiller de Clemenceau se suicide, selon les Nazis. Berlin annonce qu'il s'est jeté dans la Seine. Ce commandant de la Grande Guerre, confident et biographe de Clemenceau, est connu pour avoir de nombreux ennemis politiques.
Selon un message interne de l'Armée secrète du 22 avril 1943, une des consignes données à la presse par le gouvernement est de différer les nouvelles liées à la « mort du général Mordacq». Résistance - le nouveau journal de Paris écrit le 23 juin 1943 : "Le Général Mordacq vient d'être assassiné à Paris par la Gestapo. Son corps a été retrouvé sur les berges de la Seine" ; le Bulletin d'informations générales du Bureau de presse de la France Combattante écrit le 25 mai 1943 : "Officiellement "suicidé" par la propagande nazie. Personne ne s'y est trompé ; le vieux général, connu pour son énergie, n'était pas de ceux qui mettent ainsi fin à leurs jours, et l'explication par le "suicide" est si classique qu'elle équivaut à la signature des tueurs de la Gestapo" ; en juin 1943, Henri Drouot écrit dans ses Notes d'un Dijonnais pendant l'occupation allemande - 1940-1944 : "Assassinat de Mordacq par la Gestapo, annoncent les radios libres."
Les obsèques ont lieu le 17 avril en l'église Notre-Dame-des-Champs. Il est enterré au cimetière du Montparnasse à l'emplacement DIV 17-Ligne 28, Est - Tombe 20. L'extérieur de la tombe sera vandalisé dans les années 2000.
La République française attendra le 18 novembre 2017 pour lui rendre hommage avec le dévoilement d'une vitrine dédiée au centre des hautes études militaires, puis le 11 novembre 2018, dans le cadre du centenaire, avec la pose d'une plaque sur sa maison natale à Clermont-Ferrand, 22 rue Georges-Clemenceau, à l'initiative de la mairie et de la préfecture du Puy-de-Dôme sollicitées par la présidente de l'association Les Amis du vieux Clermont. Le directeur général du centre des hautes études militaires écrira  :
« Quand Clemenceau vient le solliciter, début novembre 1917, Mordacq s’apprête à prendre le commandement d’un corps d’armée et ce n’est pas sans regrets qu’il rejoint le Tigre à Paris. Mais il le fait sans hésiter car ce combattant est aussi un intellectuel, l’un des rares en France à l’époque à avoir compris Clausewitz. Il saisit immédiatement les enjeux qui s’attachent à sa nomination pour que soit fructueux le dialogue des armes et de la toge. Dans l’ombre du Tigre, l’Ours – comme on surnomme son chef de cabinet – va pendant plus de deux ans être au cœur des relations politico-militaires de gouvernement. À son niveau, il apportera lui aussi une contribution majeure à la victoire. »

## Parcours militaire

### Campagnes militaires
- Sud-Oranais 1889-1893 2e Zouaves
- Tonkin-Cochinchine-Cambodge 1893-1896 1er REI
- Algérie 1896-1897 130e RI
- Front Ouest-commandement 1914-1917 159e RIA, 88e "Brigade d'Arras", 90e Brigade d'Afrique, 24e DI
- Occupation de la Rhénanie-commandement 1920-1925 30e CA

### Études militaires
- École Spéciale Militaire de Saint-Cyr 1887-1889  47e/446
- École de Tir 1892  21e/90
- École supérieure de Guerre 1898-1900 60e /80
- Centre des hautes études militaires 1911

### Parcours hors commandement
- École Supérieure de Guerre*, Professeur des études stratégiques, conférencier : 1909-1910  *Commandant-en-Chef Ferdinand Foch
- Ministère de la Guerre* : 1911-1912  *Ministère Messimy, Gouvernement Briand, Présidence Fallières
- Commandant en second de l’École Spéciale Militaire de Saint-Cyr* : Directeur des Études : 1912-1914  *Commandant-en-Chef Louis Emile Eugène Bigot
- Chef du cabinet militaire du ministre de la Guerre, président du Conseil* : 11/1917-01/1920  *Ministère et Gouvernement Georges Clemenceau, Présidence Poincaré

### Grade
- Sous-lieutenant - 11/1889
- Lieutenant - 01/1891
- Capitaine - 12/1896
- Commandant - 09/1906
- Lieutenant-colonel - 05/1912
- Colonel - 02/1915 (10/1914 commandement)
- Général de brigade - 07/1916 (2/1915 commandement)
- Général de division - 11/1917 (01/1916 commandement)
- Général de corps d’armée - 01/1920 (commandement intérimaire de l'Armée du Rhin en 1924)

## Décorations militaire

### Décorations françaises
- Grand officier de la Légion d'honneur (4 janvier 1920)[108]
- Croix de guerre 1914-1918
- Médaille coloniale avec agrafe "Tonkin"
- Médaille commémorative de l'expédition du Tonkin
- Médaille commémorative de la guerre 1914-1918
- Médaille interalliée de la Victoire
- Médaille commémorative de l'Occupation de la Ruhr et de la Rhénanie (1925)

### Décorations étrangères
- Chevalier de l'Ordre du Dragon d’Annam (1896) ( Indochine)
- Chevalier de l’Ordre royal du Cambodge (1896) ( Indochine)
- Commandeur de l'Ordre du Bain ( Royaume-Uni - chevalier en 1915)
- Chevalier Commandeur de l'Ordre de Saint-Michel et de Saint-Georges KCMG ( Royaume-Uni)
- Croix de guerre ( Belgique)
- Grand officier de l'ordre de la Couronne ( Belgique)
- Grand officier de l'ordre de la Couronne d'Italie ( Italie)
- Grand officier de l'ordre des Saints-Maurice-et-Lazare ( Italie)
- Army Distinguished Service Medal ( États-Unis)
- Ordre de l'Aigle Blanc de Serbie - 1re classe ()
- Grand Officier de l'Ordre Militaire de l'Avis ( Portugal)
- Grand Officier de l'Ordre de l'Étoile de Roumanie - avec Glaive ()
- Grand Cordon de l'Ordre du Trésor de Jade ( Japon)
- Ordre du Trésor sacré du Japon - 1re classe ()
- Grand Officier de l'Ordre d'Orange-Nassau - avec Glaive ( Pays-Bas)
- Grand Officier de l'Ordre de l'Épée ( Suède)
- Grand' Croix de l'Ordre du Mérite Militaire ( Espagne)
- Grand Commandeur de l'Ordre royal du Sauveur ( Grèce)
- Grand'Croix de l'Ordre du Ouissam Alaouite Chérifien (Maroc)
- Grand' Croix de l'Ordre de l'Étoile d'Anjouan
- Medalla de la Solidaridad ( Panama)

## Écrits
- Pacification du Haut-Tonkin, histoire des dernières opérations militaires, colonnes du Nord (1895-1896), 1901[109]
- Note sur les modifications qui semblent devoir être apportées à la tactique de l'infanterie, 1903
- La Guerre au Maroc ; enseignements tactiques des deux guerres franco marocaine (1844) et hispano-marocaines (1859-1860), H. Charles-Lavauzelle, 1904
- L’Armée nouvelle ; ce qu’elle pense, ce qu’elle veut, 1905
- Tendances tactiques de notre cavalerie, 1907
- La Guerre en Afrique ; Tactiques des grosses colonnes, enseignements de l’expédition contre le Beni-Shassen (1859), R. Chapelot, 1908
- Le Brevet des trois armes, Revue militaire générale, 1909
- Les Cyclistes Combattants ; historique, reproches qui leur ont été adresses, services qu’ils sont appelés à rendre, leur tactique, habillement, armement, et matériel, 1910
- Études Stratégiques, 1910[110]
- Le Groupe Cycliste aux manœuvres de Cavalerie, Revue de Cavalerie, 1911
- La Société Militaire d'Escrime Pratique, Revue de Cavalerie, 1911
- Une situation stratégique vécue : les prodromes de Moukden, 1912
- La Stratégie ; Historique, Évolution, Imprimerie-Librairie Militaire Universelle, 1912
- Essais Stratégiques : la durée de la prochaine guerre. Suivi d’une note de la part du général Langlois, 1912
- Politique et Stratégie dans une Démocratie, 1912[111]
- Les Places Fortes de la Stratégie au Vingtième Siècle, Revue Militaire Générale, 1913
- L’Officier au XXe siècle, 1914
- La Guerre au XXe siècle, essais stratégiques, Librairie militaire Berger-Levrault, 1914[112]
- Stratégie Navale et Stratégie terrestre, La Doctrine Une, Revue Militaire Générale, 1914
- La Mentalité Allemande : Cinq ans de Commandement sur le Rhin, 1926
- L’Évacuation de la Rhénanie, 1928
- Le Commandement unique, comment il fut réalisé, 1929
- La Vérité sur l’Armistice, Tallandier, 1929[113]
- Pouvait-on signer l’Armistice à Berlin ?, 1930
- La Frontière du Rhin, conférence, La Revue Hebdomadaire, 1930
- Le Ministère Clemenceau : Journal d'un Témoin. Novembre 1918 - juin 1919, Plon, 1931 -(Quatre tomes)[114]; réédition 2025 Passés Composés et Ministère des Armées, préface de Patrick Weil, introduction et annotations d'Antoine Mordacq
- La Guerre mondiale ; Pages vécues, 1931
- De Sedan à Locarno (R. Hebdomadaire), 1931
- Souvenirs sur Joffre et Clemenceau, (R. de Paris), 1931
- La signature de la paix avec l'Allemagne, (R. de Paris), 1931
- Le drame de l’Yser, la surprise des gaz, avril 1915, Éditions des Portiques, 1933
- Clemenceau au soir de sa vie 1920-1929, Plon, 1933
- Les leçons de 1914 et la prochaine guerre, Flammarion, 1934[115]

- Pourquoi Arras ne fut pas pris, préface du maréchal Pétain, 1934[116]
- Les légendes de la Grande guerre, Flammarion, 1935
- Les Responsables de la Guerre, (Marches de France), décembre 1935
- Faut-il changer le Régime ?, A.Michel, 1935
- La prépondérance de l'aviation dans la prochaine guerre, (Marches de France), février 1936
- Les 25e, 65e, 106e bataillons de chasseurs à pied pendant la grande guerre, du 2 août 1914 au 11 novembre 1918, préface du général Mordacq, 1936
- Pour éviter la guerre, la leçon de 1914, (Marches de France), avril 1936
- Testament politique de Bismarck, Traduction de M.V. Kubié, préface du Général Mordacq. Éditions R.A Corréa, Paris, 1937
- L’Armistice du 11 novembre ; récit d’un témoin, 1937
- La Défense Nationale en danger, Éd. de France, 1938
- Les grandes heures de la guerre : 1914, la guerre de mouvement, Plon, 1938
- Les grandes heures de la guerre : 1915, la guerre des tranchées, Plon 1938
- Les grandes heures de la guerre : 1916, Verdun, Plon, 1938
- Les grandes heures de la guerre : 1917, L’année d’angoisse, Plon, 1938
- Clemenceau… : l'homme politique, l'orateur, le journaliste, l'écrivain aux armées, le médecin, l'académicien, l'homme privé : ses défauts et ses erreurs, Éd. de France, 1939
- Les Cahiers d'un Officier sous la Troisième République, (août 1940, inachevé)